# トロピカル〜ジュ!プリキュア
『トロピカル〜ジュ!プリキュア』（Tropical-Rouge! Precure）は、2021年2月28日から2022年1月30日まで朝日放送テレビの制作により、テレビ朝日系列で毎週日曜8時30分から9時に放送された、東映アニメーション制作のテレビアニメ。「プリキュアシリーズ」の通算18作目にして、16代目のプリキュアに当たる。
略称は『トロプリ』。キャッチコピーは「メイクでチェンジ!ムテキのやる気!」。

## 概要
本作品では「今、一番大事なことをやろう!」をテーマとして、「海」と「コスメ」をモチーフとした、人魚が登場して南国をイメージとする海辺の街を舞台とする。
例年、プリキュアのテレビシリーズは2月第1週を放送開始時期としてきたが、本作品では例年より1ヶ月弱遅れとなる2月最終週からの放送開始となった。これは前作『ヒーリングっど♥プリキュア』が、新型コロナウイルス（COVID-19）の感染拡大およびそれに伴う緊急事態宣言を受けて、制作中断とそれによる本放送期間の延期（再開までは傑作選として再放送）を実施したことによるものである。最終回は従来通り1月最終週に放送されており、その都合上放送期間は例年よりも短くなっていた。
これまでのシリーズ作品と同様、本作品でも文字多重放送やデータ放送を実施している。データ放送ではキャラクターとじゃんけんするミニゲーム、後述のエンディング連動ゲームが遊べるほか、オーバーレイ表示機能による「リモコン操作による時刻表示」は、前作に引き続き通常表示と非表示、プリキュア仕様としてくるるんが動く「くるるんとけい」となっていた。
2021年8月15日放送分（第24話）では、お笑いトリオ・パンサーの向井慧が本人役でゲスト出演した。また、2021年10月17日放送分の第33話は映画公開にあわせた短編10本立て構成の特別編となっており、映画でも共演するシリーズ第7作『ハートキャッチプリキュア!』のプリキュアたちもゲスト出演している。

## あらすじ
主人公・夏海まなつは小さな島・南乃島に住むもうすぐ中学生になる少女。春から母・碧がいる都会のあおぞら市へと引っ越し、同市の中学校へ通うことに。あおぞら市での生活がトロピカることを描き、父・大洋と住民たちの見送りを受け島を出発した。
一方その頃、人魚の国・グランオーシャンは暗い海の底に住まうあとまわしの魔女の襲撃を受け、大半の住民がやる気パワーを奪われてしまった。人間のやる気パワーまで奪われてしまうと、世界は大変な事態に陥るという。事態を重くみた女王は、唯一難を逃れた人魚の少女・ローラ・アポロドーロス・ヒュギーヌス・ラメール（通称「ローラ」）に4個のトロピカルパクトを託す。女王はローラに「人間と人魚の心が通じあったときパクトを開けるカギが現れ、その人間が伝説の戦士『プリキュア』に覚醒する」と述べる。これを聞いたローラは「次期女王に近づけるチャンス」と酌んで女王の命を快諾し、プリキュアにふさわしい人間を探すべく人間界へと向かった。
そしてまなつはあおぞら市に、ローラは人間界に到着する。まなつは碧と再会を果たしその後市内を散策、そして海岸でローラと衝撃的な出会いをする。その後人間界を侵略すべくあとまわしの魔女に仕える召し使い・チョンギーレと怪物・ヤラネーダが現れ、近くにいたローラが捕まってしまう。彼女のピンチを見たまなつは「わたしの『今、1番大事なこと！』それは…！」と叫んだその時、パクトのカギとなるハートクルリングが現れパクトが引き寄せられる。まなつはそれらで「常夏のプリキュア」キュアサマーに覚醒してヤラネーダを撃破、ローラを助ける。戦闘後ローラはまなつに「わたしのために戦ってね！」と告げ、彼女もなすがままに受諾する。こうして少しチグハグな2人の交流が始まった。
そしてまなつは待ち望んでいた都会の学校・あおぞら中学校へ入学し、街のコスメショップで見かけた少女とクラスメイトとなる。彼女の名は涼村さんごで、そのショップの娘だった。早速まなつは持ち前の明るさでさんごと友達になり部活について話を弾ませる。しかしプリキュアよりも中学校生活を優先するまなつをローラは快く思っておらず、ついにはまなつと衝突し軋轢が生じてしまう。だが、戦闘を通じて関係を修復し事なきを得る。
まなつとローラはさんごがプリキュアにふさわしいと意見が一致し早速誘うが、彼女に「勇気と自信がない」と断られてしまう。しかし、サマーがヤラネーダと対峙する姿を見たさんごは2人が掛けてくれた前向きな言葉を思い出し「自分を信じる！ 逃げない！」と決心する。その時だった、指にリングが誕生しパクトが引き寄せられる。さんごはそれらで「宝石のプリキュア」キュアコーラルに覚醒し、サマーと連携してヤラネーダを撃破する。戦闘後さんごは自身を変えてくれたまなつとローラに感謝を述べ、そして2人と契りを交わし親友となる。
部活を決めあぐねていたまなつにローラが「プリキュア部はどう？」と提案したことをきっかけに、まなつとさんごはプリキュアについて調べるため図書室へ向かいそこで一人の女子生徒と出会う。彼女は2年生の一之瀬みのり、成績優秀な優等生で人魚が好きで知識も豊富に持っている。彼女とローラが出会ったことで、まなつはプリキュアに誘うが、彼女に「自信がない」と断られてしまう。そんな最中、新たな召し使い・ヌメリーが現れヤラネーダを使役する。まなつとさんごは変身して対峙するも押されてしまい、2人を見たみのりもおののいてしまう。しかしローラから「自分を信じなさい！」と鼓舞され「2人を助ける！」と決心しパクトを受け取る。その時だった、指にリングが誕生する。みのりはそれらで「果実のプリキュア」キュアパパイアに覚醒し、2人に加勢してヤラネーダを撃破する。戦闘後、みのりは「なんだかいい気分」とまなつたちに気持ちを伝え仲間となる。
ある日まなつが街を歩いていると番長らしき輩にからまれるが、そこに上級生らしき女子生徒が助けに入り事なきを得る。彼女は3年生の滝沢あすかで、困った人を見過ごせない姉御肌の持ち主。ローラは彼女を見てプリキュアに適任と確信し、早速スカウトするが「仲間になる気はない」と断られてしまう。同時期にまなつは部の新設を生徒会に申請していたが、生徒会長の白鳥百合子に「部室がない」と却下されてしまう。そこにあすかが部室探しに加わり倉庫になっていた部屋を見つけ、その後4人で掃除を行い無事終了し部室を確保する。彼女と別れた3人の前にヌメリーのヤラネーダが現れ対峙するが、数が多く苦戦を強いられる。異変に気づいたあすかは現場に駆けつけローラにパクトを要求し、同時にリングが誕生する。あすかはそれらで「翼のプリキュア」キュアフラミンゴに覚醒し3人に加勢、瞬時にヤラネーダを撃破する。戦闘後あすかは「仲間を信じるか」と意味深な言葉を口にし、まなつたちの仲間に入る決意をする。条件が揃いまなつは改めて申請するが、百合子に「内容が不明確」と指摘され具体的な内容を考るもいい案が出ず頓挫する。そこに何かを探していた卒業生たちを見つけて手助けしたのを機に「今一番大事なことを全力でやる！」を閃き、それをモットーとした「トロピカる部」を申請する。百合子からまたも却下されそうになるが、手助けした卒業生たちの後押しもあり条件付きで認可される。これでまなつが描いていたトロピカるな部活動がスタートし、学籍がないローラも仮部員として入部する。
ある日5人が部活動をやっていると、女王のペット・くるるんがローラに届け物を渡すべく来訪する。そこに3人目の召し使い・エルダが現れ強奪しようとするが、4人の活躍により死守する。そして、任務を完遂したくるるんは帰らずにサポート役として人間界にとどまることを決める。それを見たローラは驚愕するが、まなつたちの歓迎ぶりを見て納得し受け入れる。その後召し使いたちはヤラネーダの強化版・ゼンゼンヤラネーダを使役するが、4人も合体必殺技で応戦し侵略に待ったをかける。
みのりとローラが共同作業していたところ突然マーメイドアクアポットがトラブり、2人が入れ替わるハプニングが起こる。戻る術がわからないためみのりは人魚として、ローラは人間としての生活を暫く満喫する。その後2人とも無事元に戻り、ローラはこれがきっかけで自分も人間になりたいと羨望するようになる。そんな矢先、ローラがチョンギーレの罠に掛かり捕まってしまう。しかし、くるるんの助けで脱出しグランオーシャンへ戻り女王に今までの経緯を報告する。女王から「人間界に戻らなくてよい」と告げられるも「わたしは戻る！」と返し、それを聞いた女王から貝殻の石を渡される。人間界へ向かっている途中、チョンギーレにやる気を奪われたまなつを見つける。憔悴した彼女を見て「よくもまなつを…、絶対に許さない！」とチョンギーレに怒りを露にしたその時、指にリングが誕生する。同時に女王から授かった石が割れ、中からマーメイドアクアパクトが現れる。ローラはそれらで「大海原のプリキュア」キュアラメールに覚醒し、アクアポットでまなつたちのやる気を回復させる。そして、5人の力でゼンゼンヤラネーダを撃破しチョンギーレらを退散させる。戦闘後ローラが変身を解くと足があることに気づき、ついに人間へなれた喜びを4人と分かち合う。そして碧の計らいで夏海家に居候することになり、同時にあおぞら中へも留学生として編入することも決まる。あおぞら中では「ローラ・ラメール」と名乗り「華々しい学校デビューを飾る！」と意気込み授業を受けるが、内容に四苦八苦し頓挫する。めげずに部活で起死回生を狙い水泳部を体験するも、人間では泳げないという醜態を見せてしまう。結局、人魚時に仮部員扱いだったトロピカる部に入部する。理想したデビューとは乖離したローラだったが、まなつたちとこれから過ごす人間での生活や学校生活に胸を弾ませていた。
そんなある日、まなつは不思議な少女の夢を見るようになる。その翌日、ゼンゼンヤラネーダを凌ぐ力を持つ超ゼッタイヤラネーダが無数に表れる。サマーは1人で立ち向かおうとするも力及ばず、やる気パワーを奪われてしまうが、ラメール達4人のやる気パワーをドレッサーを通じて与えられ窮地を脱する。そして、まなつの夢に出てきた少女が現れるが、その少女はかつて世界を救った伝説のプリキュアだった。伝説のプリキュアから「大地のリング」ことランドハートクルリングを渡されたサマーたちはエクセレン・トロピカルスタイルへの変身能力を獲得し、超ゼッタイヤラネーダの浄化に成功する。
その後、まなつ達は人魚の女王から呼び出しを受けてグランオーシャンに向かい、女王から伝説の「海のリング」の捜索を託されるが、生き物を素体にした超ゼッタイヤラネーダの出現でプリキュアは圧倒される。それでも諦めないプリキュアに呼応して海のリングが現れるが、それをバトラーに奪われてしまう。そしてローラは城に隠された幼い頃の記憶を発見し、その内容に衝撃を受ける。実は幼い頃に南乃島でローラとまなつは友達になっていたのだった。ローラは自身の記憶のことについて女王に詰問すると、グランオーシャンでは人間の世界に関わった人魚は地上の記憶を抹消されるという掟があることを告げられる。まなつたちは女王との間にわだかまりを残したまま地上へと帰還し、不安を抱えつつも「今」を守らなくてはというローラの強い想いにより、バトラーに奪われていた「海のリング」ことマリンハートクルリングが自ら現れ、超ゼッタイヤラネーダを浄化する。その日の夜、まなつは「大丈夫、絶対に忘れない！例え忘れても、わたしが思い出させてあげる！」とローラの事を忘れないと誓う。
まなつは生徒会長の白鳥百合子の引退式を見て、3年生の卒業を祝うイベントとして全部活が参加する「トロピカ卒業フェスティバル」（通称「トロフェス」）を企画。その準備を進めていたが、クジラを素体にした最強の超ゼッタイヤラネーダが現れてまなつを飲み込んだことをきっかけに、最後の決戦が始まることになる。その中であとまわしの魔女や伝説のプリキュアに関する真実が判明。
あとまわしの魔女の正体は海の破壊の化身である「破壊の魔女」であった。その宿命に従って世界の破壊を目論んでいたが、人々の抵抗に遭って負傷した所をアウネーテという少女に介抱される。そのアウネーテこそが伝説のプリキュアことキュアオアシスの正体であり、プリキュアに選ばれたことで破壊の魔女と敵同士として再会し、激しい戦いを繰り広げるが、アウネーテに情が移った魔女は「決着は明日にするわ」と決着を先延ばしにしてアウネーテの元を去った。そして、決着の日を「明日にする」と先延ばしにすることを長年繰り返した結果、本来の目的を忘れ、破壊の魔女はあとまわしの魔女になった。あとまわしの魔女の目的は愚者の棺を使って寿命を先延ばしし、永遠に後回しを続ける事だったのだ。
ついに自分の素性と本来の目的を思い出した魔女は改めて世界の破壊をすべくプリキュア達を対決するが、サマーには「あなたの今一番大事なことは、世界の破壊ではなく、仲良しになること」と看破される。そしてサマーの身体を借りる形でオアシスが現れる。ようやくオアシスと友達になる願いを叶えた魔女は泡となってオアシスと共にこの世を去るが、長年魔女に仕えていたバトラーはその結末に納得できず、魔女に代わって世界の破壊を遂行すべくバトラーヤラネーダに変貌する。苦戦を強いられたサマー達だが、プリキュア・スーパートロピカルパラダイスにより勝利をつかみ、世界には平和が戻ることになった。
トロフェスの前夜、ローラは人魚の女王から連絡を受け、これまでの功績からローラの次期女王就任が決まった事、明日までにグランオーシャンに帰還するか人間界に留まるか選択することを伝えられる。そして迎えたトロフェス当日、ローラは悩んだ末にグランオーシャンへの帰郷を決め、トロピカる部による演劇が終わった後に自らが人魚であることを公表する。その夕方にローラはまなつ達に自分のことを忘れないでほしいと願いながらグランオーシャンに帰っていったが、その願いも空しく記憶消去の掟が発動し、まなつを含む人間界の人々はローラに関する記憶を全て失ってしまう。
それから暫く経ったある日、ローラは女王に願い出て再び人間界に赴く。ローラもまなつ達に関する記憶を全て喪失していたが、自室の机に記された「魔女のところへ」という分に疑問を感じ、魔女のかつての部下達に色々と人間界の出来事について尋ねる。その後、まなつは浜辺でローラと出会う。お互いに記憶が無いにも関わらずローラがまなつのリップを所持していたことにより無意識にお互いの名前を呼んだことをきっかけに、グランオーシャンの記憶消去装置が壊れ、失われていた記憶が復活。まなつとローラは「トロピカってる〜!!」と記憶の復活と再会を喜び合う。
こうして、まなつ達のトロピカる日々はこれからも続いていくのであった。

## 登場人物

### プリキュア
さんご、みのり、あすかは「あおぞら市」に住み、まなつは第1話で「南乃島」から引っ越してきた。ローラは「グランオーシャン」から来た人魚で、プリキュア（ラメール）覚醒を機に人間へ変態する。
まなつとさんごは第2話で「あおぞら中学校」へ入学し同じクラス（1年5組）になる。みのりは2年生（2年2組）、あすかは3年生（3年3組）。ローラも留学生として1年5組に編入する。
1年生3人の席はまなつを基準に隣同士（さんごは前、ローラは右隣）。
一人称は全員「わたし」。
夏海 まなつ（なつうみ まなつ） / キュアサマー
声 - ファイルーズあい
本作品の主人公。8月1日生まれの中学1年生。ときめく常夏のプリキュア「キュアサマー」に変身する。夏の太陽のように明るい性格で、やる気は人一倍。考えるよりも身体が先に動く性格で、感情（喜怒哀楽）も身体を使って表現する。また、興奮したときは鼻息を荒くしたり、恐怖や驚愕を覚えたときは鼻水を出すなど顔の表情も豊かである。口癖は「トロピカってる〜！」。
相手の身分や立場に関係なく、初対面の人物でも憶することなく必ず自己紹介すると共に相手の名前を真っ先に確認するが、これは後述する過去の経験にもとづくものである。
髪は明るい茶色をしており、黄色のリボンでポニーテールにしている。瞳の色は緑色。私服は白のトップスにエメラルドグリーンのキュロットスカート、素足に白のサンダル。首に貝のペンダントを着用している。部屋着は白色の背景に水色の魚の絵が描かれた半袖のTシャツにピンク色の短パン、冬期は腕と下半身がピンク色でお腹周りに白色の背景に水色の魚の絵が描かれた長袖のパジャマを着用している。幼少期では黄色の背景に太陽の絵が描かれ、オレンジ色のラインが入ったノースリーブを着用していた。
さんごとローラを呼び捨て、みのりを「みのりん先輩」、あすかを「あすか先輩」と呼んでいる。
やりたい事や物がたくさんあって決めることができないと地団駄を踏むことがある。
ダイオウグソクムシやカエルアンコウなど、マイナーな生物が好き。一方で勉強全般は苦手であり、5科目全てにおいて赤点を採っている。
また、前述の活発な性格とは裏腹にお化けや怪談、肝試しの類が苦手であり、みのりが少し驚かせただけで狼狽してしまうほど。
後述する「トロピカる部」に見られるように、普段から「今」を一番楽しく過ごすことに全力を注いでいるため、具体的な将来の目標などはあまり考えておらず、将来の夢を発表することになった際は一人だけ答えることができずに憔悴している。
故郷の小さな島・南乃島から母・碧がいる都会のあおぞら市へと引っ越し、海岸でローラと出会ったことがきっかけでプリキュアとしての戦いに巻き込まれていく。
ローラとは幼少期に南乃島の浜で人魚であることを知らぬまま出会っており、次の日に会う約束をするほど親しくなっていた。しかし、そのまま会うことはなく（詳細はグランオーシャンの項目を参照）、名前を聞かぬまま別れてしまったことへの後悔の念だけが残ることとなるが、父・大洋の励ましがきっかけとなり、以後「今一番大事なことをする」というモットーを抱くようになった経緯を持つ。
あおぞら中学校へ入学後、程なくして「マーメイドアクアポット」から勝手に出て大騒動を起こしていたローラと言い争いになり軋轢が生じてしまう。しかしヤラネーダに再び襲われていたローラを見て改めて「部活とプリキュア、両方頑張る！」と決意し、彼女を助け仲直りする。
その後はなかなか部活が決まらず、決めかねていたところローラから「自分でつくったら？」と助言され、早速自身・さんご・みのりの連名で生徒会に部の新設を申請する。しかし、生徒会長・白鳥百合子に「部室がない」と告げられ頓挫しかけた矢先、あすかの助力により部室を確保することに成功する（あすかの項目も参照）。それでもなお活動内容が決まらず苦悩していたところ、卒業生の手助けを行ったことがきっかけで「今一番大事なことをやる」という目的を閃き、それをモットーとした「トロピカる部」を申請する。卒業生の後押しもあり条件付きで認可され活動を開始する。
番組開始に先駆け、シリーズ前作『ヒーリングっど♥プリキュア』の2021年2月21日放送分（第45話）のBパートにもサマーの姿でゲストとして登場した。詳細は同該項目を参照。
- 主人公の名前は、シリーズディレクターの土田の提案で、野比のび太のような繰り返しのものになるよう意識され、名字はキュアサマーと作品のモチーフである海から「夏海」になり、当初のフルネームは「夏海なつ」だったが、語尾上がりにしたいという意向から下の名前決めは難航し、最終的に土田の意見で「まなつ」に決まった。

涼村 さんご（すずむら さんご） / キュアコーラル
声 - 花守ゆみり
5月9日生まれの中学1年生。きらめく宝石のプリキュア「キュアコーラル」に変身する。かわいいものが好き。気遣いできる優しい性格で、誰とでもすぐに仲良くなれる。
髪は青紫のセミロングで、左に黄色と緑、右にマゼンタの髪止めをしている。肩付近は珊瑚色のリボンで束ねツインテールにしている。頭頂部にアホ毛がある。瞳の色は黄色。私服は薄紫のトップスと紫のスカート、白のソックスに紫のサンダル。部屋着は紫色のレースのパジャマを着用している。
苦手なものはゴキブリ。
まなつを最初は「夏海さん」、友達になってからは「まなつちゃん」と呼んでいたが、コーラル覚醒後は呼び捨てで呼ぶようになる。みのりを「みのりん先輩」、あすかを「あすか先輩」、ローラを呼び捨てで呼んでいる。
自宅が街のコスメショップ「Pretty Holic（プリティホリック）」であることから、メイクやコスメに詳しい。
物腰が優しいため、まなつをはじめとしたクラスメイトとすぐ打ち解け友達になる。また、自分が買って売り切れになったアイスクリームを少女に譲るなど慈愛の心もある。
一方で、幼稚園児時代に自分がかわいいと思った紫のチューリップを選んでいた人が他におらず、孤立感を抱いた過去を持つ。それがトラウマとなり、以降「自分のかわいい」を言えず人の意見に同調する性格になってしまったが、まなつの戦う姿を見てプリキュアに覚醒したのを機に本音を吐露することが出来るようになった。そのため、トラウマを打破するきっかけを作り出したまなつには感謝の気持ちを抱いている。
しかし、この時点ではまだ完全に自信を取り戻したわけではなく、自己と他者を比較して躊躇してしまうこともあった。
ふとしたきっかけであおぞらプリティコレクションに出場することとなった際、緊張のあまり上手くファッションを見せることができずに自己否定に陥っている。しかし、裏方でショーの関係者一堂が本番で用いる風船を膨らませているのを見たことを機に、「自分が大好きだからショーの練習を続けてこられた」ことを理解し、自分の好きなものに対して改めて胸を張ることができるようになった。
その後、自分のすべきことを見出したあすかに触発され、自らの意志でモデルオーディションに応募する。そのような中、オーディションで審査の順番待ちをしていた他の参加者にメイクを施したのを機にメイクへの思いが高まり、モデルとメイクとの間で葛藤が生じることとなる。やがて、山辺ゆなからのアドバイスのもと「私の好きなことはみんなの可愛いを守ること」という結論に至り、メイクに対して正直に向き合うことを決意し、オーディションの最終審査で辞退を表明した。
ローラが人間に変態後は何かと危なっかしい言動をする彼女のフォロー役を担っている。
- 下の名前である「さんご」の由来はコーラルの和訳で、名字についてシリーズ構成の横谷は可愛い感じがするからという理由で「鈴村」を推していたが、プリキュア4人の名字は海のモチーフとしてさんずいを入れたいという話から「涼村」になった。

一之瀬 みのり（いちのせ みのり） / キュアパパイア
声 - 石川由依
11月21日生まれの中学2年生。ひらめく果実のプリキュア「キュアパパイア」に変身する。
髪は黄土色のショートカット。瞳の色は水色で丸い眼鏡をかけている。私服は水色とクリーム色のトップス、クリーム色のスカート、白のソックスに薄いオレンジ色のシューズ。
好きな食べ物はコロッケ。
まなつとさんごから「みのりん先輩」と呼ばれている。年下の3人を呼び捨てで呼び、あすかを「あすか先輩」と呼んでいる。
放送部員の小森いずみとはクラスメイトにあたる。
成績優秀な優等生で、特に国語は学年トップレベル。ポーカーフェイスであまり感情を表に出さないが、自分の意志をしっかりと持っている。読書が趣味で、その甲斐もあり想像力や洞察力に長けている。しかし、それゆえの弊害もある。また、感情を表に出さないゆえ読み聞かせは苦手であり、朗読すると途端に抑揚がなくなり、棒読みになる。
本にハマるとその主人公になりきるミーハーな一面もあり、後述の「メロンパン事件」では探偵に扮している。
幼い頃から『人魚姫』が大好きで人魚の伝説や物語に詳しい。そのため、ローラと初対面した際はすこぶる感動している。アクアポットの不具合によりローラと体が入れ替わった際には人魚としての生活を満喫する一方、アクアポットの操縦など普段とは異なる苦労を体感する一面も見せている。またこの時日記を書く趣味があったことが判明しており、ローラに内容を見られた際は赤面している。
以前は文芸部に所属し部誌に自身が執筆した小説『マーメイド物語』を載せていたが、内容を酷評されたことで筆を折り、退部している。しかし、評価を受けてこれまでの創作内容を振り返ると共に、執筆の糧となる刺激的な体験が乏しかったことを反省し、トロピカる部に入部後は積極的に一度しかできない体験を楽しむようになった。
料理の腕前は食材のチョイス、味付けともに常人の感覚からは大きく逸脱しており、手作りの弁当を食べたまなつが思わず悶絶するほどのレベルである（自身にその自覚は無い）。
『トロピカ卒業フェスティバル』において『マーメイド物語』が演目として選ばれた際は、前述の文芸部の一件から当初気乗りしなかったものの、最終的に演劇の脚本として加筆、修正を行っている。
- 名字の「一之瀬」は文学少女っぽさから命名されたもので、下の名前はキュアパパイアから「果実が実る」という意味で「みのり」に決められた。

滝沢 あすか（たきざわ あすか） / キュアフラミンゴ
声 - 瀬戸麻沙美
10月15日生まれの中学3年生。はためく翼のプリキュア「キュアフラミンゴ」に変身する。正義感が強く、運動神経抜群。
髪は赤のロングヘア。瞳の色は薄紫。私服は白と紅色のトップス、群青色のサブリナパンツ、水色のサンダル。
年下の4人を呼び捨てで呼んでいる。
クールな雰囲気で近寄り難いと思われているが、実際は優しく後輩の面倒見が良い（いわゆる「姉御肌」）。まなつが番長とその一味にからまれていた際は進んで立ちはだかり、彼らを撃退している。また、その後部の新設について百合子から却下されていたまなつを見て「部室を用意する」と助け船を出し、物置だった部屋を見つけまなつたちとともに掃除を行っている（まなつの項目も参照）。また、恥ずかしがり屋で人前に出るのが苦手。
クールな外見とは裏腹にウサギが登場するコンピュータゲームが好き。また、自身が家族分の弁当をつくるため料理も得意。
さんご同様、ローラが人間に変態後は何かと危なっかしい言動をする彼女のフォロー役を担っている。
トロピカる部の部長を担っているが、発起人のまなつがメインで仕切っているきらいがあったため、ローラが正式に部員になるまで周囲から部長という認識を持たれていなかった。
元テニス部員であり、白鳥百合子とはかつて一緒にダブルスのペアを組んでいた。しかし、地区大会の決勝前にライバル校の生徒による妨害行為を受け、力尽くで阻止した瞬間を顧問に目撃された上に、罪の濡れ衣を着せられるという仕打ちを受けた。その後、連帯責任で他の部員が試合に出場できなくなることを防ぐため、百合子の提案により両者棄権という形で話がまとまるものの、あすかだけは最後まで納得することはなかった。最終的に自身の無実を全く信用せず、保身を図ろうとするチームメイトに絶望すると共に「仲間」そのものを信頼できなくなり、テニス部をやめてしまった。また、退部したことにより第一志望校であるフェニックス学院のスポーツ推薦が不可能となり、進路が決まらず途方に暮れることとなる。
元パートナーの百合子とは退部後長らく対立が続いていたが、見学でフェニックス学院を訪れた際に残り1枠のスポーツ推薦枠を賭け、百合子とテニスで互角の勝負を繰り広げている。最終的にテニスへの情熱と今自分がすべき大事なことを思いとしてぶつけ合い、あすかの気持ちを受け入れた百合子と和解した（推薦枠は百合子が獲得した）。百合子との一件が落着後、改めて一般入試でフェニックス学院を受験。最終回エピローグでは見事入学を果たし、念願のテニス部に所属している。
- 下の名前はフラミンゴから連想して「あすか（飛鳥）」と決められ、名字は口にした時の音の良さから「滝沢」になった。

ローラ / キュアラメール
声 - 日高里菜
故郷のグランオーシャンを救うべく人間界にやって来た人魚の少女。まなつとさんごと同い年。6月30日生まれ。ゆらめく大海原のプリキュア「キュアラメール」に変身する。フルネームは「ローラ・アポロドーロス・ヒュギーヌス・ラメール」で、人間の姿でいる時はミドルネームを省略した「ローラ・ラメール」と名乗っている。碧には「外国から来て、偶然まなつと街で知り合った」としている。
人間へ変態後も人魚に戻ることが可能であり、自身の意思で変えることができる。
調子が良い自信家で、思ったことは何でも正直に言う性格。おだてられると調子に乗り高笑いする癖がある。また、やや傍若無人で負けん気が強く、ツンデレの一面もある。さらに自身を「かわいい」と自負するナルシストでもあり、思い込みが激しいきらいもある。
しかし、親友になった人物には尽力する一面もある。まなつがやる気パワーを奪われプリキュアを辞めると発言した際、それを阻止すべく無くしたアクアポットを探すため泥まみれの水路に怯まず入る根性を見せる。
歌が得意であり、まなつたちが仕切った昼の校内放送ではアカペラで「なかよしのうた」を披露し、絶賛されている（後述も参照）。
髪は青みのあるピンクのロングヘアで、緑色のカチューシャをつけている。瞳の色は明るい青緑。私服は青緑のツーピースで、腹部を露出させている。当初ボトムスはロングスカートだったが、のちにミディスカートになる。白のサンダルを履いている。黄色の貝殻イヤリングと、人魚時と同じくピンクのネックレスを着用。人魚時にあった肘のひれと側頭部のえららしき器官は人間時には無くなり、髪から耳を出している。部屋着は水色と白色のネグリジェを着用している。
まなつたちを呼び捨てで呼んでいる。
大衆に浸透している『人魚姫』のような童話や古来からの伝承に見られる危険な怪物、という一般的な人魚のイメージに対しては不満を抱いており、その都度憤りを露にしている。
グランオーシャンの次期女王を目指そうとプリキュアとなる人物を探し始め、まなつが覚醒したのを機にサポート役として人間界で生活するようになる。人間界にやって来てからは夏海家で暮らしており、普段はアクアポットの中にいる。ポット自体はまなつが持っているが、自身が入っているときは操縦できるため、まなつに内緒で出かけるなど傍若無人さを発揮している。
当初はアクアポットの中では窮屈だと判断したまなつから「今は使われていないから誰も来ない」とのことで、水族館の空きプールを提供してもらい使用していた。しかし、昼間一人で泳いでいたとき偶然通りかかったさんごに目撃されたため、以後はまなつたちが同伴の時もしくは、人目が少ない夜に使用するようになる。
当初人間界や人間のことにはさして関心を持っておらず、プリキュアとなる人間に対しても「自分が女王になるための捨て駒」程度にしか認識していなかったが、みのりと体が入れ替わった際は人間としての生活を満喫する様子を見せているほか、この一件がきっかけで自身も人間になりたい、と強く羨望するようになる。そのような中、あとまわしの魔女の策によって囚われ、自身を救うべくやってきたサマーたちが苦戦する様子を見たことで自らが助けることを決心し、プリキュアに覚醒する。サマーたちの救出に成功し、変身を解除した後も人間の足は残り、晴れて人間への変態を果たすと同時に夏海家への正式な居候とあおぞら中への編入が決定し、念願だった人間としての生活をスタートさせる。
学校では「泳ぎが得意」「次期女王の身」と自己紹介し、華々しいデビューを目指す。早速理科で海における光合成の知識を意気揚々と述べるが、その一方で地理や古典、茶道の知識は皆無であったため苦戦することとなる。その後前述の自己紹介を「水泳の女王」と勘違いした水泳部部長・水島泳子のスカウトで競泳のタイム測定を受けることになり「人魚のわたしがトップ」と部活での起死回生を狙うが、人間態では泳げない（カナヅチだった）ことが判明し一同を唖然とさせる。名誉挽回のため人魚態での泳ぎを見せようとするが、まなつたちに止められ未遂に終わる。最終的に、人魚時に仮部員扱いだったトロピカる部に入部する。
その他、女王になるための予行演習との思いから、生徒会長にも立候補しており、その際自身の性格が裏目に出る形で自分本位かつ曖昧な公約を掲げ、周囲を困惑させている。この時、まなつ達の協力のもと綿密な修正を重ねて最終演説まで進むものの、超ゼッタイヤラネーダの襲撃とタイミングが被ってしまい、ローラが選挙に専念できるよう襲撃を阻止に向かった4人を放っておくことができず、「今一番大事なこと」を優先する形で体育館を後にした（結果的に演説の途中放棄とみなされ、落選している）。
最終決戦の後、人間界とグランオーシャンのどちらを選ぶか悩んだ末、トロピカ卒業フェスティバルの演劇の発表を終えた暁にグランオーシャンに帰ることを決意する。これに伴い、人間界におけるローラに関する記憶は全て人々の中から消去されることになった。人間界を去ってしばらく経過した後、様子を見るために再度あおぞら市へと赴き、まなつとローラが初めて出会った海岸でまなつと鉢合わせする。その際、記憶にあるはずのない名前をお互い無意識に発したことによりアクアポットが出現し、記憶吸収装置とシンクロする形で故障すると共に、吸収されていた全ての記憶がシャボンピクチャーから解放され、失われていた記憶を取り戻すこととなった。
まなつと出会う前の詳細は下記を参照。

#### 伝説のプリキュア
アウネーテ / キュアオアシス
声 - 中原麻衣
グランオーシャンで語り継がれる伝説の戦士で、ローラによれば「魔女から人魚と人間の世界を救った」とされている。ライムグリーンのイメージカラーが特徴。
まなつの夢の中に登場し、その中であとまわしの魔女と戦っている。
まなつとは夢の中で一度出会って会話しており、その後超ゼッタイヤラネーダに苦戦している時にあおぞら中学校の校舎の天上に現れ、『あとまわしの魔女になってしまった魔女を救ってほしい』とサマー達に伝え、ランドハートクルリングを授けた。
また、その後まなつたちがグランオーシャンに赴いた際、超ゼッタイヤラネーダに苦戦する中へバトラーが隠し持っていた『マリンハートクルリング』を『トロピカルハートドレッサー』を通じて送り届ける形でサポートした。
まなつ達の前に現れるのは思念体となった魂であり、肉体は大昔に既に死亡していることが示唆されている。
その正体は遥かな昔、海辺の街に住んでいた少女アウネーテで、ある日洞窟で傷つき倒れていた破壊の魔女を助けている。その後グランオーシャンから遣わされた人魚の持つパクトによってプリキュアへと覚醒し、世界を破壊しようとする軍勢と戦った。やがて、戦いの中で破壊の魔女と対面し、互いに事実を知ることとなった。
あとまわしの魔女が破壊の魔女としての記憶を取り戻した後、説得を試みるサマーの身体に宿る形で現れ、魔女との再会を果たす。宿願を果たした後、サマーからの問いかけに応じて自分の名前を告げ、魔女と共に泡となって消えていった。

### グランオーシャン
海の中にある人魚の国で、ローラとくるるんの故郷。妖精と人魚のみが通ることのできる特殊な渦潮とシャボン玉状の魔法の壁によって守られている。国土は移動させることが可能。
あとまわしの魔女の襲撃を受け、国中のやる気パワーが奪われてしまっている。
この世界における人魚は特定の親を持たず、貝から生まれることが仄めかされている。また、国の掟として「人魚と人間は交流してはならない」というものが存在し、禁忌を破った者は記憶を吸収する装置を用いて人間に関する記憶を消去される。根本的な理由として、人魚は人間よりも長寿ということが挙げられており、かつて人間と仲良くなった人魚が人間の死後一人残される寂しさに耐えかね、装置を作ったとされている。吸収された記憶は貝殻の形となり、洞窟にある部屋に封じ込められている。この記憶吸い出し装置は召し使いたちがグランオーシャンを襲来した際に悪用され、妖精たちが現在持つ記憶を元に偽りの姿を映し出すのに使われている。
ローラ・アポロドーロス・ヒュギーヌス・ラメール
声 - 日高里菜
あとまわしの魔女の襲撃から唯一難を逃れた人魚の少女。
青緑の胸当てとピンクのネックレス、こめかみ付近に真珠の髪飾り、腕に金色のブレスレットを着用。水色の下半身にピンクの尾ひれ、両肘にもひれを持ち、人間で耳の箇所にあたる側頭部にはえららしき器官がある。人間で言う太もも付近に星もしくはヒトデが付いた赤紫色のリボンを巻いている。髪と瞳の色は人間時と同じ。
人目がある場所では、下半身と尾ひれを隠す白と紅色のロングスカートを着用している。
女王の命でプリキュアにふさわしい人間を探しに人間界へ赴くが難航を極め、疲れを癒すべく海に入っていたところ通りかかったまなつに気づかれる。しかし、この出会いがプリキュア発見のきっかけとなる。
幼少期にこっそり人間界へ遊びに来る形で南乃島でまなつと出会っており、僅かな間ながらも親しい間柄となっていた。しかし、前述したグランオーシャンの掟によりまなつに関する記憶を消去されたため、グランオーシャンで自身の記憶を発見するまで本人は事実を知らなかった。
まなつと出会った以降の詳細は上記を参照。
- 名前は横谷が提案したもので、気が強い女の子というイメージからファーストネームは「ローラ」になり、ミドルネームは人魚に関連する著者の名前を繋げたもので、「長すぎるからローラでいいよね」というネタありきで設定された。

くるるん
声 - 田中あいみ
人魚の女王のペットである海の妖精で、アザラシに似た容姿をしている。体色はピンク色。女王から託されたグランオーシャンのお菓子をローラへ届けるべくやってきた。
のんびり屋でマイペースな性格。鳴き声は「くるるん〜！」。「貝がらクッキー」が好物。
人の言葉を話せないため、まなつたちにはジェスチャーで表現している。ローラですら解読に苦労しているが、みのりはくるるんの言いたいことをなんとなく理解できている。
くるくるるん
第33話でくるるんが夢の中で変身するプリキュア。「ドレス」では、浮輪が付いたコスチュームに変化する。
耳に三つのハートがあり、真ん中にエメラルドグリーン、上下にピンク色のグラデーションが入った耳が特徴。コスチュームはエメラルドグリーンを基調としたセパレートタイプ。トップスは基本的にサマーと同様のフリル型セーラー襟付のノースリーブで、袖周りにシースルーのフリルが付いている。ボトムスは前述の通り赤色と桃色の浮輪にエメラルドグリーン色のラインにフリルの付いたミニスカートを着用している。胸にエメラルドグリーン色の貝飾りがある。瞳にピンクのハートのハイライトが入る。手はエメラルドグリーン色のリボンが巻かれた二の腕まである白のフィンガーレスグローブを着用。ピンク色の鰭をしている。

人魚の女王 / メルジーヌ・ミューゼス・ムネモシュネ
声 - 佐々木優子
グランオーシャンの女王。ローラにトロピカルパクトを託し、プリキュアを探すよう命じる。
後にグランオーシャンの住人を人質とする形であとまわしの魔女の一味に囚われしまうが、まなつ達によって救出された。
女王になる前、愚者の棺の解放を狙う者（あとまわしの魔女とは別）の襲撃を受け、やる気パワーの入った聖杯とパフュームシャイニングブレスを南乃島の洞窟へと隠しており、この時の様子が南乃島の伝説として伝わっている。また、プリキュアへの変身を試みたことがあったものの、トロピカルパクトが反応せず変身することができなかった。

### あとまわしの魔女たち
本作品におけるプリキュアの敵対勢力。暗い海底に建つ洋館のような建物を拠点としている。グランオーシャンのやる気パワーを奪った後に、地上の人間のやる気パワーを奪おうと目論んでおり、それを阻止しようとするプリキュアたちと敵対することになる。
構成員たちは何らかの海洋生物を模した人間とはかけ離れた姿をしており、魔女以外の構成員たちはそれぞれ自身の役職を持って従事している。

#### 上層部
あとまわしの魔女
声 - 五十嵐麗
暗い顔に仮面のようなものを被った海の底に住む邪悪な魔女で、長い尾とひれのある大柄な体格をしている。グランオーシャンを襲撃してやる気パワーを奪い、住人たちを無気力にした張本人で、人間界を次の標的に定めている。
常日頃から気怠そうな様子を見せており、執事のバトラーからプリキュアの出現を聞かされて、次の作戦を求められても「明日にする」と言い放って寝そべるなど、名前通りの性格かつ無気力な一面を見せている。その反面、怒りを見せた時に見せる力はバトラーが狼狽えるほどで、やる気パワーを収集する進捗の遅さに語気を荒げる一面もあるが、すぐに落ち着いてしまう。
愚者の棺を解放し、不老不死の力を得ることで永遠のあとまわしを実現することを目論む。
随所に記憶を失っているとされているような描写があるほか、時折伝説のプリキュアが出てくる夢を見ることがある。
本来の姿は世界を破壊しようと企む「破壊の魔女」。遥か昔人間との戦いに敗れ傷つき洞窟に身を潜めていたとき、少女アウネーテと出会い助けてもらう。後に再び侵攻をかけるべく地上に出た際、キュアオアシスとなっていたアウネーテと再会。戦う中でアウネーテのことを思った魔女は決着をつけることを先送りにし、それがさらに日を重ねていき、これが元で「あとまわしの魔女」と化し、年月を経たことで自らの目的も忘れていった。
その後、サマー達との対面を機に記憶や本来の目的を思い出し、改めて世界の破壊を企むが、サマーの「あなたの一番大事なことは、破壊ではなく仲良しになること」という説得を受けると共に、サマーに宿って現れたオアシスと再会する。結果的に、長らくあとまわしにし続けてきたアウネーテとの友情を成就し、穏やかな笑顔を見せながら泡となって消えていった。
バトラー
声 - 小松史法
黄色のタツノオトシゴのような姿に黒い燕尾服を着たあとまわしの魔女に仕える男性執事。かつて「破壊の魔女」のもとに騎士として仕えていた古参の幹部。
常にポーカーフェイスで淡々とした口調だが、チョンギーレの作った料理に顔色を変えるなど、時折コミカルな一面を見せる。控えめな態度でありながらも仕事に関しては実直的であり、自身の仕事以外にやる気のない召し使いたちに「あとまわしが許されるのは魔女様だけ」と注意を促したり、プリキュアを「子供だからと舐めてはいけない」などと忠告する一面も持っている。
邪魔者の出現をあとまわしの魔女に報告し、次の作戦を立てることを進言すると共に、愚者の棺を餌にする形で召し使いたちにやる気パワーを集めるように指示する。他方で「プリキュア」については魔女が思い出すのを防ぐため（詳細はアウネーテ/キュアオアシス及びあとまわしの魔女の項目を参照）あえて伝えず、他の召使い達に対しても魔女の前で口にしないように口止めをしていた。
ヤラネーダを召喚する際には「さぁ、お行きなさい 超ゼッタイヤラネーダ！」と叫びながら、核となるものを素体へと投げつける。
愚者の棺の解放に必要なやる気パワーが集まると、本来の棺の用途を明かすと共にチョンギーレをヤラネーダ化させているほか、魔女がいなくなってからは召し使い達のやる気パワーを愚者の棺のエネルギーとして無理矢理奪い取るなど、一転して味方に対しても冷酷な姿勢を見せるようになる。
あとまわしの魔女の死後、破壊を成就させることを決意し、自身をヤラネーダ化してプリキュアを戦闘不能に追い込むものの、日常を取り戻すことを決意したプリキュアたちの必殺技「プリキュア・スーパートロピカルパラダイス」によって形勢が逆転し、浄化された。その後、最後の足掻きとして自らのやる気パワーを捧げる形で愚者の棺を開き、あくまでも世界の破壊を成し遂げようとするが、愚者の棺はプリキュアたちの活躍によって破壊され、更に自身もやる気パワーを棺に捧げた弊害によって無気力状態に陥り、完全敗北した。最後はその状態のまま、新たな仕事を求めて旅立つチョンギーレたちに連れられていった。
最終回エンディング時のエピローグの段階では自身の力で食事を摂ることもままならないほど痩せ細り無気力な状態が続いている。
バトラー・ヤラネーダ
バトラーが自身に超ゼッタイヤラネーダの核を融合し、ヤラネーダ化した状態。肉体は巨大化し、口からは炎を吐くことができるほか、従来のあらゆるプリキュアの攻撃を受け付けないタフさを持つ。また、バトラーとしての自我は保っている。体の色は朱色。

#### 召し使い
彼らとバトラーを含めて全員がそれぞれ役職を持っており、普段は魔女が住む館の使用人として仕事をする日々を送っている。召し使い同士の仲は良く、仕事や人間界への出撃がないときは互いにテーブルを囲んで談笑したり、愚痴をこぼし合うことが多い。人間界への出撃に関しては程度の違いがあれども気怠そうな一面を見せており、何かとぶつくさ言いながらも出撃していく。しかし、生来の性格が故にヤラネーダのみが登場し、彼らが誰一人出撃しない、もしくは彼らが出撃してヤラネーダが登場したにも関わらず、周辺に誰もおらずに「やる気パワー」を奪うという命を果たさなかったこともある。
バトラーとは異なり、三人は世界の破壊までもは望んではおらず、バトラーからあとまわしの魔女の目的を知ると離反を決意。その後、ヤラネーダと化したバトラーにやる気パワーを奪われてしまうも、復活した後はプリキュアと協力して暴走したバトラーを阻止している。その後はまなつたちにこれまでの行いについて謝罪の言葉を述べつつ、次の仕事を探すために無気力状態になったバトラーを連れてどこかへと去っていった。
グランオーシャンの住民ではないため、ローラの記憶消去の影響を免れている。
チョンギーレ
声 - 白熊寛嗣
青色のカニのような姿に赤いコックタイ（シェフスカーフ）を首に巻いたあとまわしの魔女に仕える男性シェフ（料理人）。一人称は「オレ」。人間界への出撃の際は緑色の浮遊する舟に搭乗しており、召し使いとしての仕事の際には白いコック服を身につけている。
ガラの悪い粗暴な口調で話し、「かったりぃ」が口癖の怠惰な性格の持ち主。拠点では寝そべっていることがしばしばな様子。やる気パワーを奪うという命には従うものの、取れるだけ取れたら帰りたがったり、出撃の際は嫌そうにしていたりと、任務自体を面倒臭がっている。その一方、シェフとしての腕前は優秀で、あとまわしの魔女に「食べるのをどれだけあとまわしにしても麺が伸びないラーメン」を作るなど、相手のことを考えたものを作っているが、時には料理の最中にハサミを負傷してしまうらしくない一面を見せることも。魔女が自分の料理を全く食べてくれなかったり、食事自体をあとまわしにすることには不満を抱いている模様で、配慮しているとはいえ自分の料理をいい加減に食べて欲しいと愚痴を漏らしている。
愚者の棺の本来の用途を知ったのを機に魔女への反抗を決意。直後にバトラーによってヤラネーダ化させられてしまうが、最終的にプリキュアたちの活躍によって無事に解放された。その後はプリキュアたちに協力し、片目を負傷しつつもヌメリーやエルダと共にコワスンダーを全滅させた。
ヤラネーダを召喚する際には「出てこい、ヤラネーダ」と叫びながら、核となるものを素体へと投げつける。また本人の戦闘能力は高く、ハサミから岩を打ち出して攻撃する事が可能。
最終回エンディング時のエピローグでは、海の妖精を対象とした食堂を経営し、料理の腕を振るっている。
チョンギーレ・ヤラネーダ
バトラーから超ゼッタイヤラネーダの核を投げつけられ、ヤラネーダ化した状態のチョンギーレ。意識は完全にヤラネーダに乗っ取られており、体も巨大化している。体の色は紫色。

ヌメリー
声 - 渡辺明乃
ナマコのような下半身を持つあとまわしの魔女に仕える妖艶な女性ドクター（医者）。一人称は「あたし」。人間界への出撃の際は紫色の浮遊する舟に搭乗する。
気怠そうな口調で話し、「フフッ」という笑い声のまったり、のんびりした性格の持ち主。やる気パワーを奪うという命には仕方なく出撃するが、任務自体を楽しむ余裕を持っている。一方で、あすかのような気の強い性格の人物は苦手と漏らしたり、ヤラネーダの核を紛失する失態を犯す一面もある。また、ドクターとしての腕前も優秀で、拠点ではあとまわしの魔女に仕える他の召し使いたちの治療も行っている。エルダとは仲が良く、彼女をお膝抱っこをするほどに可愛がっている。
グランオーシャンを襲撃した際には、人魚の女王の幻を纏う形で本人になりすましているが、言葉の違和感を隠すことはできずにローラによって正体を見破られている。魔女の目的が「滅び」であると知った際には仕方がないと割り切るも、最終的に「エルダちゃんと遊べなくなるのは嫌」として離反した。
ヤラネーダを召喚する際には「出てらっしゃい、ヤラネーダ」と叫びながら、核となるものを素体へと投げつける。また、自身の持っている聴診器からビームを放って攻撃することも可能。
最終回エンディング時のエピローグでは海の妖精を相手に医師として働いている。
エルダ
声 - 高垣彩陽
エビのような下半身と触角を持つあとまわしの魔女に仕える子供らしい少女メイド。一人称は「エルダ」。人間界への出撃の際は桃色の浮遊する舟に搭乗する。
天真爛漫な性格の持ち主ではあるものの、相手に皮肉を言ったり、ヤラネーダを罵倒したりする生意気かつ毒舌な一面も持つ。大人扱いされることを嫌っており、バトラーなどに「さん」付けで呼ばれるのを嫌がる。人間界への出撃もバトラーからのお駄賃が目当てであり、普段は「子供だから責任のある仕事はやりたくない」と豪語して行おうとせず、やる気パワーを奪うことやプリキュアとの戦闘も遊び感覚である。子供が故に他の召し使いたちには可愛がられており、チョンギーレからデザートを貰って喜んだり、お人形遊びをしていたりするなどの相応の子供のような一面も見せている。
魔女の目的を知った際には「お菓子が食べられなくなる」と反論して離反し、密かにまなつを助け出したり、ヤラネーダと化したバトラーに変身解除させられたプリキュアたちにトロピカルパクトを投げ渡すなどして勝利へと貢献した。
ヤラネーダを召喚する際には「遊ぼう、ヤラネーダ」と叫びながら、核となるものを素体へと投げつける。また、自身の触覚から電撃を放って攻撃することも可能。
最終回エンディング時のエピローグでは、バトラーの食事の補助を行っている。

#### 怪物
ヤラネーダ
声 - 三日尻望
あとまわしの魔女の召使いたちが、やる気パワーの回収のために使役する怪物。「ヤラネーダ！」と発声する。
素になる紫色の球体を物体に宿らせることで誕生し、やる気パワー吸収時には目の表情が変化する。作中では下記の順番にパワーアップしていき、その際には球体の色が変化していった。
ゼンゼンヤラネーダ
素になる球体は緑色。物理攻撃がほとんど効かない上に、プリキュアの初期メンバー4人の個人の必殺技も通用しないが、合体技「プリキュア・ミックストロピカル」やラメール個人の必殺技「プリキュア・くるくるラメールストリーム」であれば浄化は可能。
ゼッタイヤラネーダ
素になる球体は黄色。目が細くなっている。再生能力を持っているほか、「プリキュア・ミックストロピカル」が通用せず、キュアラメールのシャボンフォームでの必殺技「プリキュア・オーシャンバブルシャワー」でなければ浄化は不可能。
超ゼッタイヤラネーダ（）
素になる球体は赤色。目は凶悪で、鼻にはバツ印がついている。体内にやる気パワーが存在しないため、アクアポットで探知しても認識されない。「プリキュア・オーシャンバブルシャワー」では浄化できず、エクセレン・トロピカルスタイルでの必殺技「プリキュア・ランドビートダイナミック」でなければ浄化は不可能。
生物をヤラネーダ化した場合は強くなりすぎて危険とされ、「プリキュア・ランドビートダイナミック」でも倒すことは不可能であり、「プリキュア・マリンビートダイナミック」を用いなければ浄化することができない。

コワスンダー
声 - 三日尻望
かつて破壊の魔女が使役した怪物で、青い球体から複数の個体が召喚される。「コワスンダー！」と発する。口からビームを放って攻撃する。

### プリキュアの家族

#### 夏海家
夏海 大洋（なつうみ たいよう）
声 - 原田晃
まなつの父。南乃島で「海の家」を経営。
夏海 碧（なつうみ あおい）
声 - 魏涼子
まなつの母。あおぞら水族館に勤務。
愚者の棺の力が解放された際には無気力に陥らず、まなつが残した置き手紙を発見したことでまなつとローラの無事を信じていた。

#### 涼村家
涼村 みゆき（すずむら みゆき）
声 - 北西純子
さんごの母。コスメショップ「Pretty Holic」を経営。

#### 一之瀬家
一之瀬 なるみ（いちのせ なるみ）
声 - 高橋美佳子
みのりの母。

#### 滝沢家
滝沢 晴瑠也（たきざわ はれるや）
声 - 加藤将之
あすかの父。あおぞら中の卒業生であり、「炎の晴れ男」の異名を持つ。ゼンゼンヤラネーダの襲撃を受けても全く動じることのないタフな精神力を持つ。あおぞら中の生徒達が流星群を見られるよう、OBを引き連れ、和太鼓を叩いて晴天祈願を行った。

### あおぞら中学校
まなつたちが通う中学校。通称「あおぞら中」。制服はトップスは男女ともにライトグリーンにベージュのラインが入ったセーラーカラーと校章が入った胸当てのセーラー服（通常は半袖、冬は長袖）でグリーンのタイを着用。ボトムスは男子はスラックス、女子はスカートで色はセーラーカラーと同色。白の靴下に茶色のローファー。学生鞄はショルダーバッグ型で、白と青緑のツートンカラー。
まなつたちは制服に差異があるため以下に羅列する（記載なしは上記に準拠）。
- タイ - まなつはピンク、さんごは紫、みのりは黄色、あすかは赤、百合子（生徒会長）はえんじ色。
- スカート - さんごは裾周りに白のフリルがあり、みのりは膝が隠れるほど裾がある。
- 靴下 - さんごはゴム部が波状でやや緩いクリーム色のソックス、みのりは白のハイソックス、あすかは白のラインがある紺色のソックス。
- ローラの制服は基本デザインは同じだが、上下共に水色でセーラーカラーは白にライトグリーンのラインが入っている。タイは薄い水色、靴下はルーズソックスを着用。学生鞄は白と群青のツートンカラー。
  - 編入以前にも、風紀委員長・角田正美から没収されたアクアポットを取り戻すため部屋にあった制服を借用したことがある。デザインは上記の一般女子生徒に準拠しているが色が深緑であり、また袖が長袖で、さらにスカートの丈がローラの下半身を隠すほど長いスケバン風になっており、制服姿を見た角田は丈のあまりの長さに校則違反として指摘していた[ep 36]。

桜川 咲（さくらがわ さき）
声 - 徳井青空
まなつ、さんご、ローラ（以下「まなつたち」）の担任である女性教師。トロピカる部の顧問も兼任。
白鳥 百合子（しらとり ゆりこ）
声 - 福原綾香
生徒会長（後に退任）。元テニス部部長で、あすかとはかつてダブルスのペアを組んでいたが、あすかが部活を辞めるきっかけとなった出来事（詳細はあすかの項目を参照）を機に仲違いする。その後長らく対立が続いていたが、第一志望校であるフェニックス学院の推薦枠を賭けてあすかとテニスの勝負を繰り広げたのを機に、あすかのテニスにかける情熱とトロピカる部を通じて得た仲間を信じる心を受け止め、和解に至った。
愚者の棺の力が解放された際には無気力に陥らず、自ら陣頭指揮を取り、やる気を奪われた生徒達の対応に当たっている。
修学旅行の際、フラミンゴに窮地を救われたのを機にフラミンゴとあすかが同一人物と考えるようになり、折を見ては本人に事実を問い質しているが、その都度はぐらかされている。
一条 里香（いちじょう りか）
声 - 野口瑠璃子
生徒会副会長→会長。生徒会長に立候補した生徒の1人で、ローラ、角田正美と三つ巴の末当選を果たす。
角田 正美（かくた まさみ）
声 - 大坪由佳
風紀委員長。トロピカる部の部室に押し掛け、校則違反としてアクアポットを没収する。しかし、これが原因で人魚騒動やローラが扮した謎の女子生徒（上記参照）騒動が起こり疲労困憊に陥る。
風紀委員として校則違反の制服をチェックし続けてきたことから、生地の感触でその服がいくらか目利きができるという特技を持っている。
後に生徒会長に立候補し、公約として「校則をより厳格にすること」を掲げ、里香、ローラと共に三つ巴となるが、落選する。
白石 きりこ（しらいし きりこ）
声 - 弘松芹香
まなつたちのクラスメイト。
小町 なおみ（こまち なおみ）
声 - 松本沙羅
同じく、まなつたちのクラスメイト。
桑野 ゆみ（くわの ゆみ）
声 - 内村史子
同じく、まなつたちのクラスメイト。
刈谷 さとし（かりや さとし）
声 - 天野宏郷
同じく、まなつたちのクラスメイト。
加藤 だいき（かとう だいき）
声 - 篠原彰宏
同じく、まなつたちのクラスメイト。
小森 いずみ（こもり いずみ）
声 - 杉山里穂
みのりのクラスメイトで放送委員。昼休みの校内放送のDJを担当している。トロピカる部が部活紹介でゲスト出演した際、前日完食したジャンボパフェの影響で腹痛を起こしてしまう。
林田 ゆきえ（はやしだ ゆきえ）
声 - 小橋里美
いずみの後輩の放送委員。校内放送ではディレクターや機材操作、台本作成などを担当。
水島 泳子（みずしま えいこ）
声 - Lynn
水泳部部長。ローラを「水泳の女王」と勘違いし、部の強化のためスカウトする。
高月 春奈（たかつき はるな）、友野 夏緒（ともの なお）、桐島 秋穂（きりしま あきほ）、原田 美冬（はらだ みふゆ）
声 - 松本沙羅（春奈）、内村史子（夏緒）、不明（秋穂・美冬）
10年前のあおぞら中学校の卒業生。
卒業時に「ペンちゃん」というペンギンの置物に宝物を入れていたが、ペンちゃんはトロピカる部が部室にした屋上の倉庫に保管されており、その整理を行った際にリサイクルセンターに出されてしまったため、まなつたちが探し回ることになる。最終的にペンちゃんとその中身である4人の写真が入ったペンダントが見つかり、無事に返却されたことでまなつたちへのお礼として百合子にトロピカる部創設を認めるよう後押しした。
仲川 詩織（なかがわ しおり）
声 - 天野聡美
1年1組。天文部を作ろうとしていた。
校長
声 - 丸山壮史
あおぞら中学校の校長。30年前はあおぞら中の教師を勤めており、当時在学していたあすかの父、晴瑠也の詳細を知る。

### その他の人々
平林 まふね（ひらばやし まふね）
声 - 西宏子
あおぞら水族館で館長を務める女性。
愚者の棺の力が解放された際には、水族館にてやる気を奪われた人々の救護活動を行った。
山辺 ゆな（やまべ ゆな）
声 - 髙橋ミナミ
まなつたちが校門の近くで見かけた少女。マスクとサングラスをつけた姿だったが、街灯にぶつかって倒れた時に正体が人気急上昇中の若手女優だと判明する。普段の性格は大人しく、世間にも癒やし系としてイメージが浸透しているが、新たに出演する映画『いやされない彼女』で自身とは正反対の性格の悪役を演じることとなったため、役作りに悩んでいた。最終的にトロピカる部の協力のもと役作りの方向性を見出し、コンプレックスを打破することに成功する。
自ら審査員を務めるあおぞら出版の雑誌の専属モデルオーディションでは、面接で困惑していたさんごを見てモデルについて相談に乗っている。
ワタル、ルリ
声 - 河村梨恵（ワタル）、幸村恵理（ルリ）
まなつたちが保育園のお仕事体験で出会った幼児。ヤラネーダとプリキュアの戦闘を目撃したため、ローラから他言しないよう促され、約束した。両者とも昆虫が好きであり、互いに意気投合している。
とみ婆
声 - 今泉葉子
南乃島に住む老婆。島に伝わる人魚の伝説についてまなつたちに語り聞かせる。
ようすけ、さんた、ひな
声 - 弘松芹香（ようすけ）、内村史子（さんた）、不明（ひな）
同じく南乃島に住む子供達。まなつにトロピカ体操第二をやって欲しいと頼み込んでいた。
向井慧
声 - 向井慧（パンサー）
生放送番組『列島中継輝け青春!!』やクイズ番組『地元でモット〜!!』の司会を務めるタレント。『輝け青春!!』で百合子が取材を受けている最中にトロピカる部が校舎の屋上から掲げた横断幕が落下し、百合子や他のスタッフともども巻き込まれ噴水に落下するが、このハプニングを見ていた視聴者からのリアクションは好反応だったことからトロピカる部と百合子に『地元でモット〜!!』への出演を持ちかける。
桜川父
声 - 宇垣秀成
まなつたちの担任である桜川咲の父。りんご農園を営んでいたが、既に引退している。
とある用事のためはるばるあおぞら市を訪れ、その際に娘の様子を見るべく中学校へやって来る。結果的に、彼女が生徒たちから信頼を置かれていることを知り、安心した様子で学校を後にした。
コニー
声 - 土田大
あおぞらプリティコレクションのファッションデザイナー。オネエ口調で話す。
いおり
声 - 渡部紗弓
あおぞらプリティコレクションのショーの準備や練習をサポートしていた女性。

### 他作品からの登場人物

#### ハートキャッチプリキュア！
第33話の『ハートキャッチプリキュア!』のショートエピソード『トロピカれ! 伝説のハートキャッチ!!』にてまなつ達がパソコンで観ている動画の中と同エピソードの終盤に登場した。
花咲 つぼみ（はなさき つぼみ） / キュアブロッサム
声 - 水樹奈々
来海 えりか（くるみ えりか） / キュアマリン
声 - 水沢史絵
明堂院 いつき（みょうどういん いつき） / キュアサンシャイン
声 - 桑島法子
月影 ゆり（つきかげ ゆり） / キュアムーンライト
声 - 久川綾
シプレ
コフレ
ポプリ
いずれも声なし

#### デリシャスパーティ♡プリキュア
和実 ゆい（なごみ ゆい） / キュアプレシャス
声 - 菱川花菜
シリーズ次作『デリシャスパーティ♡プリキュア』の主人公。
第46話の本編終了後のCパートに変身前の姿で登場。『はらペコった〜！』とお腹を空かせながらテントが立っているプリティホリックの出店を訪れると、コラボレーション商品のブランド米『ささのひかり』の宣伝のためにローラが持ってきたおむすびのモニュメントに反応し、本物のおむすびだと感じてそのまま食べようしたところ、モニュメントに隠れていたまなつと初対面、彼女たちと顔合わせをしつつメイクをしてもらったほか、プリティアップリップが1本プレゼントされた。その瞬間奪われたレシピッピの情報がハートキュアウォッチに通知、同時にウォッチの画面の中からコメコメが突然出てきてしまう。ゆいは即座に隠し、戦闘に戻ることを彼女らに伝えその場を後にする。サマーとのバトンタッチ映像にも変身後の姿で登場。
コメコメ
声 - 高森奈津美
ゆい同様に第46話Cパートとバトンタッチ映像に白キツネの姿で登場。Cパートでは前述の通りハートキュアウォッチの画面の中から突然出てきてしまうが、即座に彼女がコメコメを隠してしまう。

### ドリームステージのゲストキャラクター
トレジャック
声 - 未公開
「七つの海を股にかける」と自称するトレジャーハンターの少年。夢を叶えることができるとグランオーシャンに伝わる伝説の宝、3本のドリームミストのうち1本を持ち、残り2本を求めるために旅をしており、その途上でまなつたちと出会い共に宝探しの旅に出ることになる。
その正体は浦島太郎その人であり、竜宮城から地上に戻ると時が流れかつて住んだ村は既に無く、さらに玉手箱を開けたことで老人と化し絶望したところでドリームミストを入手、その力で若返ったものだった。そして復讐という自らの野望を叶えるためにドリームミストを集める旅をしていた。
物語終盤で3本のドリームミスト全てを使って怪物と化しプリキュアたちを圧倒するも、懸命に立ち上がる彼女らに倒され、さらに応援と励ましを受けて元の姿に戻り改心、新たな旅へと向かっていった。

## プリキュアの設定
本作品におけるプリキュアは「人魚の国・グランオーシャンに伝わる伝説の戦士」と位置づけされている。
人魚の女王は「心の中にきらめく太陽を持った人間と人魚の心が通じ合った時トロピカルパクトを開けるカギが現れ、その人間がプリキュアである」と述べている（初期メンバーが該当）。
変身により運動能力や格闘能力の向上に加え、水中での活動も可能となる。
初期メンバーはトロピカルパクトの鍵穴に各変身用のハートクルリングをはめて回し、パクトを開けて「プリキュア！トロピカルチェンジ！」と叫び「レッツメイク！キャッチ！」と言ったあと変身が始まる。パクト中央のハートをブラシで押したあと「チーク！」「アイズ！」「ヘアー！」「リップ！」（それぞれのチャームポイントは最後にメイク）「ドレス！」と叫びながらそれぞれの箇所をメイクし変身する。変身シーンの一部が省略されることもある。
ラメールはマーメイドアクアパクトの鍵穴に変身用のハートクルリングをはめて回し、パクトを開けて「プリキュア！トロピカルチェンジ！」と叫び「レッツメイク！キャッチ！」と言ったあと変身が始まる。パクト中央をマーメイドアクアブラシで回転させながら「フェイス！」（パクトから出た紫の玉がチーク、黄色がアイズ、赤がヘアー、ピンクがリップをメイク）「ネイル！」「ドレス！」と叫びながらそれぞれの箇所をメイクし変身する。
5人ともヤラネーダに技が決まった際は周囲にリップ型（ラメールは貝殻型）のサークルが回り、その後相手に背を向け「ビクトリー！」の決めゼリフと共に浄化する。
第5話で初期メンバーの4人が揃い、第6話から全員で走りジャンプしながら「はぁー！◯◯！（◯◯の部分は毎回変わる）トロピカル〜ジュ！プリキュア！」と名乗るようになる（「○○」はサマーが発言）。その際の立ち位置は向かって左からフラミンゴ・サマー・パパイア・コーラルの順。ラメールは第17話で登場・加入し第20話から名乗りに参加。その際全員が海を泳ぎ水中から空にジャンプに変わる。ラメールはフラミンゴとサマーの間に入る。
本作品ではプリキュアの正体について特に秘密であると言及される場面はなく、彼女らへのスカウトに関してはオープンにしているような発言も散見される。とはいえ、人前での変身や存在を知られることは暗黙の了解として避けられており、第14話ではローラがプリキュアの戦闘を目撃した園児のワタルとルリに、彼女らのことを口止めしている。また、多くの場合ヤラネーダ出現の際、人々はやる気を吸い取られて無気力になっているか、避難しているかのどちらかであり、彼女らの戦闘を目撃されることは少ない。

### キュアサマー
夏海まなつが変身するチャームポイントがリップのプリキュア。「ドレス」ではハートマークがコスチュームに変化する。変身時の名乗りは「ときめく常夏！ キュアサマー！」。イメージカラーはこれまで主人公プリキュアで用いられてきたピンク中心のカラーリングとは異なり、白を基調に幾多の色があるトロピカルカラーとなっている。白基調にした理由についてプロデューサーの村瀬亜季は、「歴代のプリキュアと並んでも一番目立つ主人公にしたい」という狙いとともに、キャラクターイメージが「真夏の太陽」であるため、光を想起させる白が似合うと考え、さらに子供たちの間でレインボーカラーが流行っていることから、白をベースに様々な色を盛り込んだとしている。
第1話でチョンギーレとヤラネーダに捕まっていたローラを見て「わたしの『今、1番大事なこと』、それは…ローラを助けること！」という思いからプリキュアに覚醒した。
桃色と水色のグラデーションの入った金髪サイドテールに、ハイビスカスの花と白と緑の布のついた髪飾りを付けている。コスチュームは白を基調としたセパレートタイプ。トップスは水色のラインが入った桃色のフリル型セーラー襟付のノースリーブで、袖周りにシースルーのフリルが付いている。胸に紅色の貝飾りがある。ボトムスは両サイドに紅色のリボンが付いた紅色と水色のライン入りで、薄い緑色のフリルの付いたハイウエストミニスカートを着用している。手は桃色のリボンが巻かれた二の腕まである白のフィンガーレスグローブを着用。靴は底部分が濃い桃色と水色の白いリボンパンプスを履いている。瞳にピンクのハートのハイライトが入る。
戦闘では、素早いスピードで敵を撹乱して力強い一撃を食らわせて相手をダウンさせるような戦い方を行う。
個人技
プリキュア・おてんとサマーストライク
ハートルージュロッドを召喚し、リップにキスをして、ハートを作り出し息を吹いて膨らませてエネルギーの太陽を作り出し、ジャンプしてハートルージュロッドを突き刺して「プリキュア！ おてんとサマーストライク！」の掛け声で投げつけて対象を浄化する技。浄化できない相手でも通常攻撃として使用可能。

### キュアコーラル
涼村さんごが変身するチャームポイントがチークのプリキュア。「ドレス」では花のようなマークがコスチュームに変化する。変身時の名乗りは「きらめく宝石！ キュアコーラル！」。イメージカラーはパープル。
第3話でヤラネーダに対峙するサマーを見て「わたしはもう逃げない！自分を信じる！」と決意しプリキュアに覚醒した。
紫色のお下げ髪の中部に黄色いリボン。下部に赤いリボンを両側にしている。また、珊瑚の飾りと水色のラインの入った青紫のリボンの付いた水兵帽を被っている。両頬にはハート型のピンクのチークが左側に大小2つ、右に1つ付いている。コスチュームは大きめのケープが付いた青紫のオフショルダー型ワンピースで、胸に青紫の貝飾り、腰に水色のフリルが付いている。スカートは先端が白と紫になっており、水色のストライプと薄紫のフリルが付いている。手は紫色のリボンが巻かれた白のフィンガーレスグローブを着用。足は桃色のラインがある白のニーハイソックスと靴底が紫色のロングブーツを履いている。くるぶし付近には薄黄色のアンクレットを付けている。瞳に水色のハートのハイライトが入る。
戦闘では、指で『×』（バツ）を作ることで「ぺけ」の効果音と共に赤紫色の『×』のシールドを自分の前に展開し、相手の攻撃を防ぐことが可能。後にシールドを多方向に複数同時に展開することができるようになった。
個人技
プリキュア・もこもこコーラルディフュージョン
ハートルージュロッドを召喚し、リップにキスをして、ハートを作り出し息を吹いて膨らませてたくさんの4色（紫、青、黄、赤）のハートを作り出し「プリキュア！ もこもこコーラルディフュージョン！」の掛け声で無数の珊瑚のように連なったハートを放ち、対象を包み込んで浄化する技。

### キュアパパイア
一之瀬みのりが変身するチャームポイントがアイズのプリキュア。「ドレス」ではパパイアの形を表した雫マークがコスチュームに変化する。変身時の名乗りは「ひらめく果実！ キュアパパイア！」。イメージカラーはイエロー。
第4話でヌメリーとヤラネーダを見ておののくがローラの「あなたならできる！」との鼓舞で考え直し、サマーとコーラルに加勢すべくプリキュアに覚醒した。
オレンジ色の髪を2段階の盛り髪にし、後ろ髪はポニーテールになっている。赤、黄色、緑の玉と黄色い蝶の髪飾りをつけており、左右の耳に赤い珠とキウイフルーツの形のイヤリングをしている。コスチュームは波型の肩飾りがある黄色と薄黄色のバルーンスカート型のワンピースで、胸に水色の貝飾り、腰に桃色のフリルがある。スカートの下部に薄黄色のラインの入ったオレンジのリボンを巻いている。手にオレンジのリボンを巻いた薄黄色のフィンガーレスグローブを着用。足は黄色いルーズソックスとオレンジのショートブーツを履いている。まつ毛の色が緑色に変わり、瞳に黄色のハートのハイライトが入る。
性格面も変身前から一転してテンションが高くなり、表情豊かで弾けた挙動をする等の変化が見受けられる。
戦闘では、キウイの形のイヤリングを巨大化させ目につけることでビームを放つことができる。
「パパイヤ」と表記すると「パパ嫌！」と聞こえてしまうことから「パパイア」表記になった。
個人技
プリキュア・ぱんぱかパパイアショット
ハートルージュロッドを召喚し、リップにキスをして、ハートを作り出し息を吹いて膨らませてその中に自分が入り、パパイアとなった後、縦に割れて中から現れると共に、緑の無数の粒を作り出し「プリキュア！ ぱんぱかパパイアショット！」の掛け声で弾のように放ち対象を浄化する技。

### キュアフラミンゴ
滝沢あすかが変身するチャームポイントがヘアーのプリキュア。「ドレス」ではダイヤマークがコスチュームに変化する。変身時の名乗りは「はためく翼！ キュアフラミンゴ！」。イメージカラーはレッド。
第5話で大量のヤラネーダに苦戦するサマーたちを見て「放っておけない！」という思いからプリキュアに覚醒した。
前髪にミントグリーンのメッシュが入った赤色のロングヘアーに、薄い赤とミントグリーンの羽飾りを付け、左耳には羽のイヤリングを付けている。コスチュームは赤を基調としたセパレートタイプ。トップスは赤と薄赤色の襟が付いた白いノースリーブトップスで、袖に羽を模した飾りが付いている。胸に黄色の貝飾りがある。 ボトムスはハイウエストの白と黄色の線のある赤いアシンメトリーなスカートで、薄黄緑の布飾りと白いフリルが付いている。手は赤いリボンを巻いた白のフィンガーレスグローブを着用。足は網目のニーハイソックスとつま先に赤と白があしらわれた赤色のロングブーツを履いている。瞳にピンクのハートのハイライトが入る。
戦闘では、蹴り技を使った近接攻撃を得意としている。
名前については、イメージカラーが赤色であることから、当初は「フェニックス」や「火山」「ボルケーノ」などの案があり、最終的には、シリアスな場面で締まらないのではないかと懸念されたが、南国のイメージで「フラミンゴ」に決まった。
個人技
プリキュア・ぶっとびフラミンゴスマッシュ
ハートルージュロッドを召喚し、リップにキスをして、ハートを作り出し息を吹いて膨らませて炎の玉を作り出し、ロッドから翼を発して「プリキュア！ ぶっとびフラミンゴスマッシュ！」の掛け声で翼で炎の玉を打ち出し対象を黒焦げにして浄化する技。

### キュアラメール
ローラが変身するチャームポイントがネイルのプリキュア。プリキュアシリーズとしては初となる人魚プリキュアでもある。「ドレス」ではヒトデマークがコスチュームに変化する。変身時の名乗りは「ゆらめく大海原！ キュアラメール！」。イメージカラーはオーシャンブルー。
第17話でチョンギーレにやる気パワーを奪われ憔悴したまなつを見て「まなつを、みんなを、こんな目に遭わせて絶対ゆるさない！」という怒りからプリキュアに覚醒した。
キャラクターデザインに当たっては、デザイン担当の中谷友紀子が以前手がけた『Go!プリンセスプリキュア』のキュアマーメイドがモチーフの下敷きになっている。頭に2つ、そしてまつ毛の先に真珠がついており、髪は桃色と水色のグラデーションのロングヘアーになっている。コスチュームは人魚を連想させるデザインとなっている。正面ではセパレートに見えるが、背中はトップスとボトムスが繋がっている。トップスは下部に白いフリルがある青緑と桃色の胸当てに白い長袖が付いており、肩と臍を露出している。胸に群青色の貝飾りがある。ボトムスは鱗のような寒色（上から青紫・赤紫・青緑）のミニスカートで、腹部に白のフリルがある。後ろ腰に青のリボンと鰭を思わせる桜色（外は藍色）の長いフリルがある。手は初期メンバーのようにフィンガーレスグローブを着用しておらず、水色のマニキュアを塗っている。足は白いレギンスに、桃色の真珠がついた白と水色の厚底サンダルを履いている。また、桃色のペディキュアを塗っている。桃色の瞳に水色のハイライトが入る。
戦闘では、水中戦を得意としている。
個人技
プリキュア・くるくるラメールストリーム
マーメイドアクアパクトの中央のパレットを回転させ、海のエネルギーを集めて「プリキュア！ くるくるラメールストリーム！」の掛け声で海流を放ち対象を浄化する技。初期メンバーが個人技で浄化できなかったゼンゼンヤラネーダの浄化も可能。
プリキュア・オーシャンバブルシャワー
マーメイドアクアパクトにパフュームシャイニーリング・マーメイドアクアブラシをセットし、シャボンフォームに変形させ指でパクトの中央を回転させながら「アクアチャージ！」と唱え海のエネルギーを集めシャボンフォームのトリガーを引きながら「プリキュア！ オーシャンバブルシャワー！」と叫んで無数の泡を放って浄化する技。ミックストロピカルでも浄化できないゼッタイヤラネーダの浄化が可能な唯一の技であったが超・ゼッタイヤラネーダの浄化をすることは出来なかった。

### キュアオアシス
アウネーテが変身するプリキュア。遥かな昔に存在し、グランオーシャンに伝説として伝わっている。変身時の名乗りは「乾いた心に！キュアオアシス！」。イメージカラーはライムグリーン。
ノースリーブでバルーンスカートのワンピースとマントを着用し、髪形はヤシの木のようになっている。手はラメールと同様にフィンガーレスグローブを着用しておらず、マニキュアも塗られていない。ハートルージュロッドのような武器を持ち、単独でランドビートダイナミックやマリンビートダイナミックを発動させることができる。

### ミックストロピカルスタイル
サマーのハートルージュロッドにハートカルテットリングを装着することでプリキュア4人がパワーアップした姿でプリキュア・ミックス・トロピカル発動時に変化する。衣装に変化は見られないが、サマーは水色、コーラルは淡青色、パパイアはピンク色、フラミンゴは黄緑色のフリルが追加される。

### エクセレン・トロピカルスタイル
プリキュア5人がトロピカルハートドレッサーにランドハートクルリングまたはマリンハートクルリングを使用し、「おめかしアップ！」のかけ声でパワーアップした姿で、プリキュア・ランドビートダイナミック及びプリキュア・マリンビートダイナミック発動時に変身する。
コスチュームは5人バラバラであるが、スカートと髪型が長くなり、フィンガーレスグローブが無い代わりにカフスが追加され、靴が無く裸足になっているところは共通している。
キュアサマー
髪のボリュームアップに加え髪飾りのハイビスカスの花が大きくなり、赤い三角のイヤリングが穴開きのものに変化している。衣装の色が水色とピンクからエメラルドグリーンへと変わり、ふくらはぎに白の交差したレッグカバーが追加されている。長いスカートで覆われた水色とピンク色のミニスカートに変化している。
キュアコーラル
髪のボリュームが増加し、紫色のお下げ髪にあるリボンに青色が追加され少し大きくなる。水兵帽に付いている青紫のリボンが2つ付いている他、クリーム色のつばが追加されている。長いスカートで覆われた紫色のミニスカートに変化している。
キュアパパイア
髪のボリュームが増加し、オレンジ色の盛り髪にある蝶の髪飾りの色が青に変化する。ふくらはぎに裏で覆われているアクセサリーが追加される。
キュアフラミンゴ
髪がボリュームアップし、コスチュームとスカートは全体的に白を基調としたセパレートタイプに変化している他、フリルが薄黄緑に変化している。白と赤と黄色の線と薄緑色の3つの長いスカートが追加される。
キュアラメール
髪がボリュームアップし、鱗そのもののミニスカートに変化している。袖の一部の色がエメラルドグリーンに変化し、後ろ腰にあった長いフリルが無くなり、長い白のスカートに変化している。メンバーでは最も通常形態からの変化が顕著である。

### 合体技
プリキュア・ミックストロピカル
ハートカルテットリングを使って放つ初期メンバー4人での合体技。サマーのハートルージュロッドにハートカルテットリングを装着しすることでそれぞれコスチュームにフリルが追加される。サマーが「飛び出せ元気なハート！」コーラルが「やさしいハート！」パパイアが「かしこいハート！」フラミンゴが「燃え立つハート！」とそれぞれ唱えピンク、紫、黄色、赤のハートを作り出し「ハートドキドキドッキング！」の掛け声でサマーの元でハートをひとまとめにして膨らませ卵を作る。そこから巨大なフェニックスが生み出され 「プリキュア・ミックストロピカル！」と叫ぶと共に、ハートルージュロッドをロッドモードにし、フェニックスを敵にぶつけることで浄化する技。ゼンゼンヤラネーダの強化版のゼッタイヤラネーダを浄化することはできない。
技が決まると敵の周囲を四色のハート型のサークルが回り、ビクトリーのかけ声は左からコーラル・フラミンゴ・サマー・パパイアで並んで一斉に行う。
プリキュア・ランドビートダイナミック
トロピカルハートドレッサーとランドハートクルリングを使用して放つプリキュア5人での浄化技。ランドハートクルリングをトロピカルハートドレッサーにセットしてエクセレン・トロピカルスタイルに変身した後、ドレッサーの鏡の部分が外れ、サマーが持ち構えながら「5つの力！大地を照らせ！」と5人で叫びながら鏡に3回右手をかざすと鏡からハートの光が放たれ頭にハイビスカスを付けたピンクの象が召喚される。そこからタップダンスを踏みながら「プリキュア・ランドビート・ダイナミック！」と叫んで跳ねることで召喚された象が左足で蹴りを行いそれを対象に当てることで浄化する技。
技が決まると敵の周囲を赤紫色の杯型のサークルが回り、ビクトリーのかけ声は左からフラミンゴ・ラメール・サマー・パパイア・コーラルで並んで一斉に横一線にジャンプする。
第33話では「可愛いくて強そうでかっこいい新しい技の名前を考えたらすごいことになっちゃう」というまなつの考案のもと、彼女たちで「ランドビートダイナミック」の新しい技の名称に関して話し合い、それぞれのメンバーが考案した単語をそのまま繋げ「プリキュア・ジュゲムジュゲムゴコーノスリキーレ・ウルティメイト・マリンスプラッシュ・メガウェーブドラゴントロピカルマンゴーキウイ・リンボーダンス・ドンドコドンドコ・クラッシュナイアガラシャワーフライングフェニックス大盛り特盛り激辛百倍替え玉無料背脂マシマシビューティー伝説パッシングショットローラ・アポロドーロス・ヒュギーヌス・ラメールグランオーシャンいちの可愛くて美人で知的なクイーン・オブ・クイーン・バブルボンバーフローラルピンク＆パープルシャドウ秋の新作コスメティックポンポコピーのポンポコパンチくるるんくるるんくるるんるーんシューリンガンのグーリンダイグーリンダイのランドビートダイナミック」という極端に冗長な技名称となり、技発動時の映像にはこれまで発動したプリキュアそれぞれの個人技をハートルージュロッドで発動させたり「プリキュア・ミックストロピカル」を放つ際のシーンのほか、これとは別に独自のシーンが描かれる演出がなされている。
プリキュア・マリンビートダイナミック
トロピカルハートドレッサーとマリンハートクルリングを使用して放つプリキュア5人での浄化技。基本的に技の発動は前述の『ランドビートダイナミック』と同様で、マリンハートクルリングをトロピカルハートドレッサーにセットしてエクセレン・トロピカルスタイルに変身した後、ドレッサーの鏡の部分が外れ、ラメールが持ち構えながら「5つの力！海に轟け！！」と5人で叫びながら鏡に3回右手をかざすとハートの光が放たれジンベエザメが召喚される。そこからジンベエザメの口の中でバタ足をしながら「プリキュア・マリンビート・ダイナミック！」と叫ぶことで召喚されたジンベエザメの尾鰭の蹴りを行いそれを対象に当てることで浄化する技。
技が決まった後に敵の周囲に回るサークルや、ビクトリーのかけ声の際の並び順はランドビートダイナミックと同様であるが、かけ声の際のジャンプはサマーを中心に「V」の字型に跳ぶ。
プリキュア・スーパートロピカルパラダイス
ランドハートクルリングとマリンハートクルリングを使用して放つ最終決戦限定技。ランドとマリンのハートクルリングからゾウとジンベイザメを無数に召喚し、「5つの力！世界にドカンとトロピカれ！！」と5人で叫びながらトロピカルパラダイス（後述）を召喚。ゾウとジンベイザメが対象に連続攻撃後、「プリキュア・スーパートロピカルパラダイス！」の掛け声でトロピカルパラダイスが「はいはいはい…！」と言いながら踊りつつ、両手で挟み撃ちをしてトドメを刺し対象を浄化する技。
技が決まると敵の周囲を赤紫色のハート型のサークルが回る。ビクトリーのかけ声の際の並び順はランドビートダイナミックと同様である。
ドレッサーは使用しないためエクセレン・トロピカルスタイルに変身せずに使用することが可能。
トロピカルパラダイス
声 - 中原麻衣
「プリキュア・スーパートロピカルパラダイス」発動時に登場する巨大な女性。
容姿や声はキュアオアシスに酷似しているが、サンバ衣装を着用している他、召喚時に「ウゥ〜…フィーバー!」と叫びながら登場し、甲高い笑い声と共に踊り出したり、弾けた表情をする等、オアシス本人とは異なりハイテンションな性格。
扱いとしてはキュアオアシスと接点を持った5人が生み出した概念的存在で、オアシスとは似て非なる存在となっている。

### 関連アイテム
トロピカルパクト
初期メンバーがプリキュアに変身する際に使用するパクト型のアイテム。覚醒者に後述の「ハートクルリング」が誕生したときパクト自体がその人物に向かう（まなつ・さんご）か、ローラから手渡される（みのり・あすか）ことで入手する。ハートクルリング装着後にハートのボタンをブラシで押し、その後メイクすることでプリキュアに変身する。変身完了後はトロピカルパクトキャリーに収納されコスチュームの左腰に装着される。
人魚の女王が所有していた物で、4個ある。
マーメイドアクアパクト
ローラがラメールに変身、および個人技を行使する際に使用するパクト型のアイテム。ハートクルリング装着後に中央のパレットをマーメイドアクアブラシで回転させると変身したり、個人技を放つ事ができる。変身完了後はトロピカルパクトキャリーに収納されコスチュームの左腰に装着される。
ローラが再び人間界へ戻るとき、女王から餞別に渡された貝殻の石が彼女の怒りで割れて現れた。
ハートクルリング
トロピカルパクトおよびマーメイドアクアパクト（以下「アクアパクト」）の鍵となる指輪。プリキュアとなる人間と人魚の心が通じ合った時（初期メンバー）や、人魚が人間を助けたいと強く願った時（ローラ）に具現化する。アクアパクトにセットするとパクトが開き、プリキュアへの変身が始まる。
変身前は左手の中指にはめている。
色は白（まなつ用）、紫（さんご用）、黄色（みのり用）、赤（あすか用）、水色（ローラ用）の5色にそれぞれピンク、黄色、緑、青、紫の石が埋め込まれている。また、キュアオアシス(アウネーテ)の物も登場しており、こちらは白にライムグリーンの石が埋め込まれている。
ローラがグランオーシャンに帰国した後に光となって消失したが、ローラに関する記憶が復元された後の第46話Cパートでは再びまなつ達が身につけている。
ハートルージュロッド
初期メンバーが個人技・合体技を行うためのリップ型のアイテム。
サマーのものは碧からもらったリップが変化したもの。コーラル・パパイア・フラミンゴのものはサマーのリップが3人の思いに呼応して分裂し、そのリップが変化したもの。
また、ロッドを光らせて持つことで海中でも呼吸ができ、泳いで行動できるようになるほか、リップを塗ることで変身を解除した状態でも海中で呼吸ができるようになる。
ハートカルテットリング
初期メンバーが合体技を行う際、サマーのハートルージュロッドに装着されるアイテム。
パフュームシャイニーリング
ラメールがマーメイドアクアパクトの「シャボンフォーム」で個人技を行使する際に使うアイテム。使用していない際はブレスレットの形をしている。
マーメイドアクアポット
人魚時のローラが地上で普段生活している香水瓶型のアイテム。ベッドやテーブル、食料などが揃っている。のちにくるるんも居候する。また、画面越しにアクアポットの中や外の様子を覗いたり、ローラの意思で浮遊して自由に移動することも可能。
プリキュアたちがヤラネーダをダウンさせた際、ローラ→ラメールが「マーメイドアクアポット！ サーチ！」と言って蓋部分を押し、ヤラネーダに奪われた人々の「やる気パワー」の位置を特定、その後「やる気パワー カムバック！」、愚者の棺に対してやる気パワーを回収する時に限り「やる気パワー ウルトラスーパーアメイジングカムバック！」とそれぞれ叫んで蓋部分を2回押し、内部にやる気パワーを回収する。ヤラネーダが浄化されたあと、やる気パワーは元の持ち主に返還される。ラメール覚醒後も担っている。基本的に扱うのはラメールのみだが、一度だけサマーが無断で使用し、ヤラネーダを浄化した後にアクアポットに回収したやる気パワーが全く返還されず、無理に返還しようとまなつがアクアポットを強く振ったことでやる気パワーを奪われた人々にそれぞれ異なる他人のパワーが一時的に返還されるというミスを引き起こす実例があった。
カメラ機能も搭載されており、撮影すると「シャボンピクチャー」と呼ばれる泡に包まれた形で記録される。
オーシャンプリズムミラー
ローラが女王から授かった手鏡。女王候補の証しでもある。
玩具ではエンディング映像の音楽と連動して動作するギミックがある（詳細は下記の主題歌を参照）。
トロピカルハートドレッサー
エクセレン・トロピカルスタイルにパワーアップする為の変身アイテム。ハートクルリングをドレッサーの上部にセットし、ミラーの前でポーズを取り、そこに外側に大きくハートの形を描き、ドレッサーからミラーを外すと、前述の2つの何れかの合体技を放つ事が可能。
ランドハートクルリング
伝説のプリキュアから与えられたハートクルリング。トロピカルハートドレッサーにセットして操作することで「プリキュア・ランドビートダイナミック」を放つことができる。
マリンハートクルリング
プリキュアが超ゼッタイヤラネーダに襲われた際、希望を捨てずに諦めない思いに呼応する形で出現したハートクルリング。トロピカルハートドレッサーにセットして操作することで「プリキュア・マリンビートダイナミック」を放つことができる。

## 作中用語
あおぞら市
まなつたちが暮らしている街。
あおぞら水族館
まなつの母・碧が勤務する水族館。
敷地内の空きプールをローラが使用している（詳細はローラの項目を参照）。
碧とまなつは水族館の寮に住んでおり、のちに人間へ変態したローラも居候する。
Pretty Holic
さんごの実家で、母・みゆきが経営するコスメショップ。
ハートコフレボックスなどの「前向きな心」「信じる心」「諦めない心」をコスメの力で応援する事をコンセプトとするコスメブランドを販売している。2階にはカフェスペースが併設されている。
店のマスコットキャラクターとして、パンダとシンデレラをモチーフにした『でれらちゃん』が存在しており、新商品コスメのためのキャンペーン用の着ぐるみとして登場している。
次作品以降のテレビシリーズの作中にも同名のコスメショップが登場している。
同名の子供用コスメ・アパレルアイテム・菓子ブランドなどについては別記する。
あおぞら市立博物館
市内にある博物館。「特別展 人魚の世界」、「世界のボタン展」、「世界のドラゴン展」を開催。
しらくもほいくえん
市内にある保育園。トロピカる部が保育士体験を行う。
あおぞらプリティコレクション
あおぞら市で開催されたファッションショー。さんごが急遽出演することとなった。
あおぞらスーパー
おひさまSTORE
いずれもあおぞら市にあるスーパーマーケット。
フェニックス学院
あおぞら市にある高校。スポーツ、勉強共に優れた文武両道の進学校であり、あすかと百合子が進学先の候補の一つとして選んでいる高校でもある。
あおぞら出版本社
あおぞら市にある出版会社の本社。さんごが出場したモデルオーディションの会場でもある。
南乃島
まなつの故郷である、青い海と豊かな自然に囲まれた常夏の島。かつて人魚が住んでいたという言い伝えがある。特産品はスターフルーツ。砂浜にはグンバイヒルガオが咲いている。
まなつによれば海の近くに洞窟があり、その一番奥に海賊がお宝を隠したという伝説があるとされている。
年に1度行われる「南乃祭り」と呼ばれる祭りがある。
トロピカる部
まなつの提案によって設立された部活動。「今一番大事なことをやる」をモットーに、一度しかできないことを全力で楽しむことが活動の軸となっている（経緯はまなつの項目を参照）。メンバーはまなつ・さんご・みのり・あすか・ローラの5名。部長はあすかで、顧問は桜川咲。
当初、発起人であるまなつの掲げるモットーが「運動部と文化部、全部やりたい！」と曖昧であったため、他の4人に活動内容のアンケートを行う。その結果、さんごの「コスメ部」が満場一致となり生徒会に申請するも「校則違反」とみなされ却下された経緯を持つ。
トロフェス（後述）の企画とその成功により、最終回エピローグでは「もっとトロピカる部」として部活は存続し、新入部員も加入した様子が描かれている。
他3人のアンケートは以下の通り。
- みのり - 読書
- あすか - アクションゲーム『仲良しウサウサ村』のウサコと友達になる
- ローラ - 女王のレッスン

トロピカ卒業フェスティバル
まなつがトロピカる部で企画している3年生の卒業イベント。通称は『トロフェス』。トロピカる部だけでなく、あおぞら中の部活動全てが参加する。最終話で開催された。
愚者の棺
あとまわしの魔女の一味のアジトである「魔女の館」に隠されている。
存在については魔女達が繰り返し言及していたが、姿を顕したのは43話が初めて。巻き貝に近い形をしており、注がれたやる気パワーを計測する目盛りがついている。やる気パワーを満たすことで封印が解除され、棺を開けた者はなんでも願いが叶うとされていた。
しかし、実際には「棺を開けた者を不老不死にする代わりに地球の全ての命を奪い、永遠の後回しを実現する」というものだった。
シャボンフラワー
グランオーシャンに咲く花。貝がらクッキーの原料にもなる。
トロピカルメロンパン
劇中に登場するメロンパンで、あおぞら市の隣町にあるパン屋が製造・発売しており、あおぞら中の購買部でも販売されている。
貝殻をモチーフにした形状で、マンゴー味や限定商品のミックス味など味にバリエーションがあり、まなつとあすかはマンゴー味を好む。
あおぞら中の購買部では、季節限定で星型の「プレミアムトロピカルメロンパン」を1日1個抽選販売を行っている。
マンゴー味のパンについては第一パンが実際に製造・発売している。
メロンパン事件
まなつが上記のプレミアムトロピカルメロンパンに当選するが、部室に置いておいてなくなった事件。まなつ以外の4人が容疑にかけられる。みのりが犯人探しを行うことになったが3人から反感を買い、まなつがおののくほど4人に軋轢が生じてしまう。その後、真相が明らかになって仲も修復し無事解決する（注釈参照）。

## スタッフ
シリーズディレクターはこれまでのシリーズ各話演出や『映画 プリキュアオールスターズ みんなで歌う♪奇跡の魔法!』『映画 キラキラ☆プリキュアアラモード パリッと!想い出のミルフィーユ!』の監督を務めた土田豊が就任、シリーズ構成はシリーズ初参加の横谷昌宏、キャラクターデザインは『Go!プリンセスプリキュア』以来シリーズ2度目のデザインを手がける中谷友紀子が担当する。
- 原作 - 東堂いづみ
- 漫画 - 上北ふたご（講談社『なかよし』連載）
- 企画 - 西出将之（ABCアニメーション）、高橋知子（ADKエモーションズ）、鷲尾天
- プロデューサー - 佐藤有（朝日放送テレビ）[63]、田中昂（ABCアニメーション）[1]、利根里佳（ADKエモーションズ）[63]、村瀬亜季[1]
- キャラクターデザイン - 中谷友紀子[1]
- シリーズディレクター - 土田豊[1]
- シリーズ構成 - 横谷昌宏[1]
- 美術デザイン - 今井美紀
- 色彩設計 - 柳澤久美子[1]
- 音楽 - 寺田志保[1]
- 撮影監督 - 白鳥友和
- 編集 - 麻生芳弘
- 録音 - 林奈緒美、月岡陽菜
- 音響効果 - 石野貴久（ちゅらサウンド）
- 音響制作 - タバック
- 音楽制作 - マーベラス
- 音楽協力 - 東映アニメーション音楽出版
- 製作担当 - 井桁啓介[63]
- アニメーション制作 - 東映アニメーション
- 制作協力 - 東映
- 制作 - 朝日放送テレビ、ABCアニメーション、ADKエモーションズ、東映アニメーション

## 主題歌
オープニングテーマは前作『ヒーリングっど♥プリキュア』で前期エンディングを担当したMachicoが担当、後期バージョンではそれに加えてプリキュア役の声優5人がコーラスで参加している。前期エンディングテーマは『スター☆トゥインクルプリキュア』でエンディングを担当した吉武千颯を起用、後期エンディングテーマは吉武と『Go!プリンセスプリキュア』から主題歌・挿入歌等を担当している北川理恵のデュエットとなる。
本作品ではエンディングだけでなく、オープニングにもダンスの要素が取り入れられている。オープニングアニメーションの演出は大地丙太郎が手掛けている。エンディングダンスの振付は前作に引き続きCRE8BOYが担当。また、本作品のエンディングでは、地上波での本放送に限り玩具およびデータ放送との連動によるエンディングでのエンターテインメント要素が設けられており、ローラの持つ手鏡「オーシャンプリズムミラー」の玩具がエンディング映像での音楽と連動して動作する仕組みが取られている。このため、エンディングが始まる前に玩具起動待機時間として、プリキュアやローラによる10秒程度の挨拶映像が設けられている。さらにリアルタイム視聴時には連動データ放送でリモコンのボタン、またはリモコン情報を登録したオーシャンプリズムミラーのボタンで操作し、ゲージを溜めることでフレームが獲得できるゲームが遊べるようになっている。また、次作『デリシャスパーティ♡プリキュア』でも前述と同様の連動要素が設けられた。
また、後述の通り作品単独のライブイベントや感謝祭イベントなど、本作品のキャラクターショーのイベントを中心にオープニングテーマやエンディングテーマの主題歌歌手が登場した。

### オープニングテーマ
オープニング映像は第18話以前と第19話以降で基本的に共通だが、第32話よりローラが一部人間態に差し替え、またはサビの戦闘場面でキュアラメールが追加されている（第33話でもう一ヶ所変更されている）。また第33話の1本目のサブタイトルはこれの冒頭部分にローラを加え、新たなタッチで書かれたオマージュが使われた。
「Viva! Spark!トロピカル〜ジュ！プリキュア」（第1話 - 第18話）
作詞 - 大森祥子 / 作曲・編曲 - EFFY / 歌 - Machico
「Viva! Spark!トロピカル〜ジュ！プリキュア with トロピカる部」（第19話 - 第32話、第34話 - 第46話）
作詞 - 大森祥子 / 作曲・編曲 - EFFY / 歌 - Machico / コーラス - トロピカる部
「Viva! Spark!トロピカル〜ジュ！プリキュア〜トロピカる部Ver.〜」（第33話）
作詞 - 大森祥子 / 作曲・編曲 - EFFY / 歌 - トロピカる部
特別編に合わせて声優歌唱バージョンに差し替え。

### エンディングテーマ
エンディング映像は、前作に引き続き前期・後期・映画エンディング主題歌においてCGエンジンによる演出がなされている。本作品ではダイナモピクチャーズ（ダイナモ）を用いて制作されており、東映アニメーション側でキャラクターのモデリングデータやダンスのモーションデータを作成した上で、ダイナモでの映像作成にAutodeskのMotionBuilderやMayaのソフトを使用して映像を制作している。
「トロピカ I・N・G」（第1話 - 第3話、第6話 - 第16話）
作詞 - こだまさおり / 作曲・編曲 - 馬瀬みさき（Lantan） / 歌 - 吉武千颯
4人の初期メンバーがダンスを披露、途中でローラとくるるんのイラストが挿入される。
第3話では『映画 トロピカル〜ジュ！プリキュア プチ とびこめ！コラボ♡ダンスパーティ！』で用いられる『ヒーリングっど♥プリキュア』の4人のプリキュアも加わったダンス映像を使用。
「エビバディ☆ヒーリングッデイ!＆トロピカ I・N・G エンディングリレー」（第4話 - 第5話）
作詞 - 藤本記子・こだまさおり / 作曲 - ANDW・馬瀬みさき（Lantan） / 編曲 - 立山秋航・馬瀬みさき / 歌 - 宮本佳那子・吉武千颯 / リレー編曲 - 馬瀬みさき
短編映画でのエンディングメドレーを使用。冒頭挨拶はキュアサマーとキュアグレースによる物に変更。また、連動データ放送でのゲームは休止。
海外を含む再配信版・再放送・映像ソフト収録時では通常時のエンディングに差し替え。
「あこがれ Go My Way!!」（第17話 - 第32話、第37話 - 第46話）
作詞 - こだまさおり / 作曲・編曲：馬瀬みさき・堀本陸 / 歌 - 北川理恵・吉武千颯
キュアラメールも加わった5人のプリキュアがダンスを披露。歌詞の字幕表示では、水色が北川、ピンクが吉武でパート分けされ、2人揃って歌う箇所は上下にグラデーション表示されている。
第46話では本編からそのままエンディングに入り、CGダンスアニメーションは一部に留め、ローラと再会後のまなつたちの学校生活や召使いたちの暮らしなどが通常作画で描かれている。
「シャンティア〜しあわせのくに〜 エンディング主題歌Ver.」（第33話 - 第36話）
作詞 - 六ツ見純代 / 作曲・編曲 - 森いづみ / 歌 - キュアサマー（CV：ファイルーズあい）・キュアコーラル（CV：花守ゆみり）・キュアパパイア（CV：石川由依）・キュアフラミンゴ（CV：瀬戸麻沙美）・キュアラメール（CV：日高里菜）・キュアブロッサム（CV：水樹奈々）・キュアマリン（CV：水沢史絵）・キュアサンシャイン（CV：桑島法子）・キュアムーンライト（CV：久川綾） / 振り付け - ナナエ モンジェラ
映画でのエンディング映像を使用。冒頭挨拶は第33話・第35話はキュアサマーとキュアブロッサム、第34話・第36話はキュアラメールとキュアマリンによる物に変更。
海外を含む再配信版・再放送・映像ソフト収録時では通常時のエンディングに差し替え。

### 挿入歌
「なかよしのうた」（第13話）
作詞 - 六ツ見純代 / 作曲・編曲 - 高木洋 / 歌 - ローラ（CV：日高里菜）
前述の通り、あおぞら中学校での昼の校内放送にてアカペラで歌声を披露。ただし、曲の途中でサマーたちの戦闘シーンに切り替わったが、曲の終盤で再度歌唱シーンに戻っている。
「なかよしのうた〜いっしょにうたおう♪だいすきなともだち〜」（第46話）
作詞 - 六ツ見純代 / 作曲・編曲 - 高木洋 / 歌 - ローラ（CV：日高里菜）、夏海まなつ（CV：ファイルーズあい）、涼村さんご（CV：花守ゆみり）、一之瀬みのり（CV：石川由依）、滝沢あすか（CV：瀬戸麻沙美）

## 各話リスト
- 以下断りのない限り、放送日は日曜の日付を示す。臨時枠移動により日曜以外に放送したものは曜日も併記、さらに通常の放送時間以外に放送された場合にはその旨注釈にて示す。
- 特番やスポーツ中継などによる放送の休止・日時・時間変更は以下の通り。これに合わせる形で全国的に放送休止の場合はTVerの配信期間は1週分（2週間）あるいは後述の期間までに臨時で長く設定されている。また、特定の放送局のみローカルのスポーツ中継などで臨時枠移動を実施する場合であっても、TVerの配信は地域に関係なく当該局以外での全国放送後に実施する。
  - 2021年7月25日…『東京オリンピック』中継（テレビ朝日制作・8時30分 - 23時、番組途中に中断ニュースとして『ANNニュース』を挿入、23時 - 26日2時〈25日深夜〉に『東京五輪プレミアム』も別途放送）のため放送休止[77][78]。
  - 2021年8月15日・22日・29日…制作局の朝日放送テレビのみ、『第103回全国高校野球選手権大会』中継のため臨時枠移動を実施[注 34][79]（下記の表を参照）[80]。
  - 2021年11月7日…『長谷工グループスポーツスペシャル 秩父宮賜杯第53回全日本大学駅伝対校選手権大会』（テレビ朝日・メ〜テレ共同制作、8時05分 - 13時40分。7時45分 - 8時05分に『直前情報』も別途放送）のため休止。
  - 2022年1月2日…各局年始特番編成[注 35]のため休止。

| 話数 | サブタイトル                                      | 脚本       | 絵コンテ          | 演出           | 作画監督                                                      | 美術                | 本放送日             |
| ---- | ------------------------------------------------- | ---------- | ----------------- | -------------- | ------------------------------------------------------------- | ------------------- | -------------------- |
| 1    | トロピカれ！ やる気全開！キュアサマー！           | 横谷昌宏   | 土田豊            | 土田豊         | 上野ケン                                                      | 今井美紀            | 2021年 2月28日       |
| 2    | まなつとローラ！ どっちのダイジが一番大事？       | 横谷昌宏   | 村上貴之          | 佐々木雄三     | 下谷美保 皆川祐輝                                             | 濱野英次            | 3月7日               |
| 3    | 自分を信じて！ キュートいっぱい！キュアコーラル！ | 横谷昌宏   | 佐藤順一          | 飛田剛         | 美馬健二                                                      | 齋藤優              | 3月14日              |
| 4    | はじけるキュアパパイア！ これが私の物語！         | 横谷昌宏   | 宮元宏彰          | 川崎弘二       | 濱野裕一 爲我井克美 フランシス・カネダ アリス・ナリオ         | 平良亜梨沙          | 3月21日              |
| 5    | 先輩参上！ 燃えろ！キュアフラミンゴ！             | 守護このみ | 大地丙太郎        | 岩井隆央       | 松浦仁美                                                      | 東美紀              | 3月28日              |
| 6    | 今はじまる！ その名は、トロピカる部！             | 横谷昌宏   | 志水淳児          | 志水淳児       | 藤原未来夫                                                    | 李凡善              | 4月4日               |
| 7    | やってくる！ 海の妖精くるるん！                   | 村山功     | なかの★陽         | ひろしまひでき | 増田誠治                                                      | いいだりえ 濱野英次 | 4月11日              |
| 8    | 初めての部活！ お弁当でトロピカっちゃえ！         | 井上美緒   | 西村聡            | 伊藤史夫       | 森亜弥子 和田伸一 中村叶子                                    | 戸杉奈津子          | 4月18日              |
| 9    | メイクは魔法？ 映画でトロピカる！                 | 吉野弘幸   | 角銅博之          | 角銅博之       | 青山充                                                        | 平良亜梨沙          | 4月25日              |
| 10   | やる気重ねて！ プリキュア！ミックストロピカル!!   | 成田良美   | 大地丙太郎        | 岩井隆央       | 上野ケン                                                      | 東美紀              | 5月2日               |
| 11   | もりあがれ！ 海辺のサンドアート！                 | 守護このみ | 髙戸谷一歩        | 髙戸谷一歩     | 稲上晃                                                        | 李凡善              | 5月9日               |
| 12   | 没収！ アクアポットは校則違反!?                   | 村山功     | 村上貴之          | 村上貴之       | フランシス・カネダ アリス・ナリオ                             | いいだりえ          | 5月16日              |
| 13   | ドタバタ校内放送！ 響け、人魚の歌！               | 成田良美   | 小村敏明          | 南川達馬       | 赤田信人                                                      | 戸杉奈津子          | 5月23日              |
| 14   | おまかせ！ 保育園でトロピカ先生！                 | 井上美緒   | 門由利子          | 門由利子       | 藤原未来夫                                                    | 平良亜梨沙          | 5月30日              |
| 15   | みのりがローラで、 ローラがみのり!?               | 守護このみ | 小村敏明          | 飛田剛         | 美馬健二 アリス・ナリオ フランシス・カネダ                    | 李凡善              | 6月6日               |
| 16   | 魔女の罠！ 囚われたローラ！                       | 横谷昌宏   | 大地丙太郎        | 岩井隆央       | 松浦仁美                                                      | 西田渚 濱野英次     | 6月13日              |
| 17   | 人魚の奇跡！ 変身！キュアラメール！               | 横谷昌宏   | 村上貴之          | 髙戸谷一歩     | 増田誠治 中谷友紀子 藤原未来夫                                | 戸杉奈津子          | 6月20日              |
| 18   | 歩くよ！泳ぐよ！ ローラの初登校！                 | 村山功     | 小村敏明          | 伊藤史夫       | 森亜弥子 和田伸一 中村叶子                                    | 平良亜梨沙          | 6月27日              |
| 19   | まなつパニック！ 学校の七不思議！                 | 吉野弘幸   | 野呂彩芳          | 野呂彩芳       | 青山充                                                        | 李凡善              | 7月4日               |
| 20   | 名探偵みのりん！ 消えたメロンパン事件！           | 成田良美   | 西村聡            | 南川達馬       | 稲上晃 フランシス・カネダ アリス・ナリオ                      | いいだりえ          | 7月11日              |
| 21   | 夏休み！ トロピカる部の合宿計画！                 | 井上美緒   | 今千秋            | 岩井隆央       | 赤田信人 沼田広 フランシス・カネダ アリス・ナリオ             | 戸杉奈津子          | 7月18日              |
| 22   | ヒミツの大冒険！ 人魚の宝を探せ！                 | 横谷昌宏   | 村上貴之          | 村上貴之       | 板岡錦                                                        | 平良亜梨沙          | 8月1日               |
| 23   | 南乃祭り！ 教えて、ローラの願いごと！             | 守護このみ | 深澤敏則          | 小松由依       | 藤原未来夫                                                    | 李凡善              | 8月8日               |
| 24   | 熱血バトル！ トロピカる部VS生徒会                 | 村山功     | 小村敏明          | 飛田剛         | 松浦仁美                                                      | 西田渚              | 8月29日8月15日       |
| 25   | 桜川先生 パワーアップ大作戦！                     | 井上美緒   | 大地丙太郎        | 髙戸谷一歩     | フランシス・カネダ アリス・ナリオ 舘崎大                      | 戸杉奈津子          | 8月30日（月）8月22日 |
| 26   | 晴れわたれ！ キラキラ☆流星群の夜！                | 守護このみ | 小村敏明          | 山内東生雄     | 森亜弥子 和田伸一 中村叶子 吉森直子                           | 平良亜梨沙          | 8月31日（火）8月29日 |
| 27   | やる気が消える？ 水族館ふしぎツアー！             | 井上美緒   | 貝澤幸男          | 岩井隆央       | 青山充                                                        | 李凡善              | 9月5日               |
| 28   | 文化祭！ 力あわせて、あおぞらメイク！             | 吉野弘幸   | 門由利子          | 門由利子       | 美馬健二                                                      | 西田渚 いいだりえ   | 9月12日              |
| 29   | 甦る伝説！ プリキュアおめかしアップ！             | 横谷昌宏   | 田中裕太          | 田中裕太       | 森佳祐                                                        | 戸杉奈津子          | 9月19日              |
| 30   | 大選挙！ ローラが生徒会長!?                       | 村山功     | 今千秋            | 南川達馬       | 稲上晃                                                        | 東美紀              | 9月26日              |
| 31   | トラブル列車！ あすかの修学旅行！                 | 村山功     | 貝澤幸男          | 岩井隆央       | 藤原未来夫                                                    | 平良亜梨沙          | 10月3日              |
| 32   | 駆けろランウェイ！ さんごのファッションショー！   | 守護このみ | 小川孝治          | 飛田剛         | 赤田信人 沼田広                                               | 李凡善              | 10月10日             |
| 33   | Viva！ 10本立てDEトロピカれ！                     | 横谷昌宏   | 大地丙太郎        | 髙戸谷一歩     | 中谷友紀子                                                    | 西田渚 濱野英次     | 10月17日             |
| 34   | 夢は無限大！ 大人になったら何になる？             | 横谷昌宏   | 小村敏明          | ひろしまひでき | 森亜弥子 和田伸一 中村叶子 吉森直子 北田久登                  | 戸杉奈津子          | 10月24日             |
| 35   | わくわくハロウィン！ 負けるな、まなつ！           | 守護このみ | 貝澤幸男          | 小松由依       | 松浦仁美                                                      | 東美紀              | 10月31日             |
| 36   | 来たよ！ 人魚の国・グランオーシャン！             | 吉野弘幸   | 佐々木憲世        | 佐々木憲世     | 美馬健二 藤原未来夫                                           | 平良亜梨沙          | 11月14日             |
| 37   | 人魚の記憶！ 海のリングを取り戻せ！               | 横谷昌宏   | 村上貴之          | 村上貴之       | 青山充                                                        | 李凡善              | 11月21日             |
| 38   | 決めろ！ あすかの友情スマッシュ！                 | 村山功     | 西田正義          | 武藤公春       | 原憲一 Noh Gil-bo                                             | 西田渚              | 11月28日             |
| 39   | みつけて！ さんごのきらめく舞台！                 | 吉野弘幸   | 西田正義          | 岩井隆央       | 赤田信人 沼田広                                               | 戸杉奈津子          | 12月5日              |
| 40   | 紡げ！ みのりの新たな物語！                       | 成田良美   | 小村敏明          | 南川達馬       | 藤原未来夫                                                    | 東美紀              | 12月12日             |
| 41   | 会議だよ！ トロピカる部、集合〜！                 | 横谷昌宏   | 志水淳児          | ひろしまひでき | フランシス・カネダ ジョーイ・カランギアン                     | 李凡善              | 12月19日             |
| 42   | 襲撃！ 最強のヤラネーダ！                         | 横谷昌宏   | 貝澤幸男          | 飛田剛         | 松浦仁美 廣中美佳 ミン ヒョンスク ヤン ジヒェ アン ヒョジョン | 平良亜梨沙          | 12月26日             |
| 43   | 潜り込め！ 深海の魔女やしき！                     | 横谷昌宏   | 小村敏明 小川孝治 | 岩井隆央       | 上野ケン                                                      | 李凡善              | 2022年 1月9日        |
| 44   | 魔女の一番大事なこと                              | 横谷昌宏   | 佐々木憲世        | 佐々木憲世     | 青山充                                                        | 今井美紀            | 1月16日              |
| 45   | やる気大決戦！ 輝け！トロピカルパラダイス！       | 横谷昌宏   | 土田豊            | ひろしまひでき | 板岡錦                                                        | 戸杉奈津子          | 1月23日              |
| 46   | トロピカれ！ わたしたちの今！                     | 横谷昌宏   | 土田豊            | 土田豊         | 中谷友紀子                                                    | 平良亜梨沙          | 1月30日              |

## 放送局・配信元

### 日本国内での放送
字幕放送・連動データ放送はテレビ朝日系列フルネット局のみ実施。
| 放送地域       | 放送局                                                                | 放送期間                                           | 放送日時                            | 系列           | 備考                          |
| -------------- | --------------------------------------------------------------------- | -------------------------------------------------- | ----------------------------------- | -------------- | ----------------------------- |
| 日本国内       | 朝日放送テレビ（制作局）をはじめとする テレビ朝日系列フルネット全24局 | 2021年2月28日 - 2022年1月30日                      | 日曜 8:30 - 9:00                    | テレビ朝日系列 | 同時ネット                    |
| 鳥取県・島根県 | 山陰放送（BSS）                                                       | 2021年3月6日 - 3月27日 2021年4月4日 - 2022年2月6日 | 土曜 11:15 - 11:45 日曜 6:15 - 6:45 | TBS系列        | 遅れネット スポンサードネット |

### 日本国内での配信
| 配信期間                      | 配信時間       | 配信サイト                                 | 備考                                                                |
| ----------------------------- | -------------- | ------------------------------------------ | ------------------------------------------------------------------- |
| 2021年2月28日 - 2022年1月30日 | 日曜 9:00 更新 | TVer                                       | 最新話限定で無料配信                                                |
| 2021年3月1日 - 4月30日        | -              | YouTube（プリキュア公式YouTubeチャンネル） | 第1話・第2話のみの期間限定配信                                      |
| 2021年6月13日 - 7月18日       | 日曜 9:00 更新 | YouTube（プリキュア公式YouTubeチャンネル） | 第16話のみの期間限定配信                                            |
| 2021年6月20日 - 7月18日       |                | YouTube（プリキュア公式YouTubeチャンネル） | 第17話のみの期間限定配信                                            |
| 2021年7月22日 - 8月17日       | -              | TVer                                       | 最新話までの期間限定一挙配信                                        |
| 2021年12月12日 - 2022年1月8日 |                | TVer                                       | 第1話・第3話 - 第5話・第17話・第24話 - 最新話までの期間限定一挙配信 |
|                               | 日曜 9:00 更新 | YouTube（プリキュア公式YouTubeチャンネル） | 第28話のみの期間限定配信                                            |

### 日本国外での放送
時間帯は全て現地時間。

#### 台湾
『熱情閃耀！光之美少女』のタイトルで放送。普通話放送、繁体字字幕あり。
| 放送局     | 放送期間                      | 放送日時           |
| ---------- | ----------------------------- | ------------------ |
| 東森幼幼台 | 2021年6月19日 - 2022年4月30日 | 土曜日 8:00 - 8:30 |

### 日本国外での配信
Crunchyrollが2021年3月より、南北アメリカ等において、動画配信を実施している。

## 関連番組
『トロピカおしゃレッスン』
2021年6月27日まで、プリキュア公式YouTubeチャンネルで日曜9時に配信された動画コンテンツ。キュアサマーがヘアアレンジやメイクの仕方を紹介する。
| 回  | サブタイトル                                | 配信日         |
| --- | ------------------------------------------- | -------------- |
| #1  | キュアサマーのおしゃレッスン!               | 2021年 2月28日 |
| #2  | ローラのおしゃレッスン!                     | 3月7日         |
| #3  | キュアコーラルのおしゃレッスン!             | 3月14日        |
| #4  | キュアパパイアのおしゃレッスン!             | 3月21日        |
| #5  | キュアフラミンゴのおしゃレッスン!           | 3月28日        |
| #6  | キュアサマーのおしゃレッスン!               | 4月4日         |
| #7  | 海の妖精くるるんのおしゃレッスン! その1     | 4月11日        |
| #8  | 海の妖精くるるんのおしゃレッスン! その2     | 4月18日        |
| #9  | キュアサマーのみつあみヘアレッスン!         | 4月25日        |
| #10 | キュアサマーの"リップDE"おしゃレッスン!     | 5月2日         |
| #11 | キュアコーラルの"チーク"DEおしゃレッスン!   | 5月9日         |
| #12 | キュアフラミンゴの"ヘアー"DEおしゃレッスン! | 5月16日        |
| #13 | ローラのトロピカヘアアレンジ!               | 5月23日        |
| #14 | キュアサマーの"くるりんぱ"ヘアアレンジ!     | 5月30日        |
| #15 | キュアパパイアの"アイズ"DEアレンジ!         | 6月6日         |
| #16 | ローラの"ネイル"DEおしゃレッスン!           | 6月13日        |
| #17 | キュアラメールのおしゃレッスン!             | 6月20日        |
| #18 | ローラの"カチューシャ"ヘアアレンジ!         | 6月27日        |

キュアサマーのトロピカバースデーパーティー！
サマーの誕生日である2021年8月1日の16時にプリキュア公式YouTubeチャンネルにてライブ配信された動画。サマーがモーションキャプチャで進行する生配信動画で、前半は「あこがれ Go My Way!!」のミュージックビデオとダンスレッスン、後半はYouTubeやTwitterに寄せられたコメントを紹介する『コメントおへんじタイム!』という構成で配信された。
【ドッキリ】自宅でプリキュアショーがいきなり始まったら大興奮したwww
2021年9月29日にYouTuberグループ「フィッシャーズ」のチャンネルで公開された、同グループと本作品とのコラボレーションによる動画。フィッシャーズのメンバーが集まる自宅で本作品のキャラクターショーを突如行うドッキリ企画で、キュアサマー・ローラ/キュアラメール・チョンギーレ・くるるんが登場する。
【公式コラボ】プリキュア5人技！『ヤラネーダ』になったパパを助けよう！
2021年11月21日に公開されたYouTuberグループ「はねまりチャンネル」のチャンネルで公開された、同グループと本作品とのコラボレーションによる動画。姉のはねと妹のまりの父であるはねまりパパにヤラネーダの核が投げつけられ、同時にはねのやる気パワーが奪われてしまった状況に困惑したまりはヤラネーダ化したパパを助けるべく、自ら所持していたマーメイドアクアパクトを使用しラメールに変身、「プリキュア・くるくるラメールストリーム」を対象に放つも、技そのものが通用しない中、キュアサマーが登場、コーラル・パパイア・フラミンゴとともに最終的に「プリキュア・ランドビートダイナミック」を放ち浄化し、パパを救った。
【公式コラボ】キュアサマーと一緒に「トロピカル〜ジュ！プリキュア」「あこがれ Go My Way!!」を踊ってみた！
2021年11月24日に公開されたYouTuberグループ「はねまりチャンネル」のチャンネルで公開された、同グループと本作品とのコラボレーションによる動画。後期エンディング主題歌の「あこがれ Go My Way!!」をはね、まり、キュアサマーの3人で披露する動画となっている。
キュアサマーのトロピカMOVIEパーティー！
映画公開日の2021年10月23日の16時11分にプリキュア公式YouTubeチャンネルにてライブ配信された動画。当該動画も前述の『トロピカバースデーパーティー!』と同様にサマーがモーションキャプチャで進行する生配信動画で、前半は映画の質問&コメントの募集告知と映画に関するクイズコーナー『トロピカ☆映画クイズ』、後半は『シャンティア〜しあわせのくに〜』のスペシャルムービーの公開と『コメントおへんじタイム!』の構成で配信された。
【映画トロプリ公開記念！】トロピカ生配信トークイベント！
プリキュア声優5人による映画関連のトークイベント。前述の生配信動画の同日の20時にプリキュア公式YouTubeチャンネルにてライブ配信された動画。動画では声優5人が映画のシーンやストーリーに関するトークはもちろん、Twitterで『#映画トロプリトロピカってる』というワードをトレンド入りする企画が用意された他、映画プリキュア公式Twitterアカウントで厳選された4つの映画のシーンの中から投票して票数の多かったシーンを流すリクエスト企画と前述の『トロピカMOVIEパーティー！』で流れた映画エンディング主題歌のスペシャルムービーが再度流れた。また、終盤には東映アニメーションの映画プロデューサーである伊藤志穂からイラストレーターの上野ケンと馬越嘉彦の色紙プレゼントが貰える等の告知や、翌日の第34話の告知がなされた。
相席食堂
朝日放送テレビで放送の、千鳥がMCを務めるバラエティ番組。2021年10月26日放送の回に、ゲストとしてファイルーズあいとキュアサマーが出演。
キュアサマーのありがとうパーティー！
第46話放送の当日に当たる2022年1月30日に、プリキュア公式YouTubeチャンネルにてライブ配信された動画。当該動画も前述の『トロピカMOVIEパーティー！』と同様にサマーがモーションキャプチャで進行する生配信動画で、ゲストとしてシリーズ次作の『デリシャスパーティ♡プリキュア』からキュアプレシャスも出演した。

## 映画
映画 トロピカル〜ジュ!プリキュア 雪のプリンセスと奇跡の指輪!
2021年10月23日公開。雪の王国を舞台とした本作品のシリーズ単独映画。『ハートキャッチプリキュア!』のプリキュアたちと共演する。
同作品の公開に合わせ、本作品第33話から第36話までのオープニング映像にて、同作品のハイライトシーンが一部使用されている。
映画 トロピカル〜ジュ！プリキュア プチ とびこめ！コラボ♡ダンスパーティ！
2021年3月20日公開の『映画 ヒーリングっど♥プリキュア ゆめのまちでキュン!っとGoGo!大変身!!』と同時上映される短編作品。4人の初期メンバーとローラが登場。
同作品の公開に合わせ、本作品第4・5話のオープニング映像にて、同作品のハイライトシーンが一部使用されている。

### クロスオーバー映画
わたしだけのお子さまランチ
2022年9月23日公開の『映画 デリシャスパーティ♡プリキュア 夢みる♡お子さまランチ!』の同時上映短編作品。本作品を含む『スター☆トゥインクルプリキュア』から『デリシャスパーティ♡プリキュア』までの歴代4作品共演作品となる。本作品からはプリキュア全員が声つきで登場、くるるんも終盤に登場する。
映画 プリキュアオールスターズF
2023年9月15日公開。プリキュアシリーズ20周年を記念したオールスターズ映画で、本作品を含む歴代プリキュアが総登場し、本作品からはキュアサマーとキュアラメールが声つきのメインキャラクターとして登場する。

## その他の作品
デリシャスパーティ♡プリキュア
2022年に放送された、プリキュアのテレビシリーズ第19作目。本作品のプリキュア5人が第29話で、変身後の姿でカメオ出演の形で登場（いずれも声なし）。
ひろがるスカイ!プリキュア
2023年に放送された、プリキュアのテレビシリーズ第20作目。第5話、第29話のエンディング映像冒頭にキュアサマーが登場。映像中盤に登場するミラーパッドの画面上にもプリキュアへの変身バンクをハイライトで流す形で登場している。

## 漫画版
これまでのシリーズ同様、上北ふたごにより『なかよし』（講談社）の2021年3月号から2022年2月号まで連載された。漫画連載開始号は例年通りのままであるため、テレビシリーズの放送から先行する形で連載開始となる。また、2021年11月号掲載分では、映画公開にあわせて『ハートキャッチプリキュア！』とのコラボレーションとして同作品のプリキュア4人がゲスト出演している。

### 書誌情報
いずれも通常版と特装版でカバーイラストやピンナップイラストが異なるほか、特装版には特典として描き下ろしアクリルスタンドが付属する。
- 『トロピカル〜ジュ！プリキュア プリキュアコレクション』 
  - 『なかよし』2021年3月号 - 2022年2月号掲載分及び描き下ろし作品を収録
    - 通常版 2022年3月23日発売 ISBN 978-4-06-527081-3
    - 特装版 2022年3月25日発売 ISBN 978-4-06-527080-6

## キャラクターショー
遊園地やイベント会場等で観覧できるキャラクターショーは、第1期では初期メンバー4人と小さい姿になったローラ、くるるんが、敵側はチョンギーレとショーオリジナルのヤラネーダが登場する。第2期・第3期ではキュアラメールが加わる一方で敵側に変更はない。
上記とは別に、劇団飛行船制作の有料ミュージカルショー『トロピカル〜ジュ！プリキュア ドリームステージ』も2021年7月より2022年2月末にわたって開催された。ミュージカルオリジナルキャラクターのトレジャックが物語に関わる形となり、ローラは人間・人魚いずれの姿でも登場、敵側はヌメリーと映像のみでバトラーが登場するほか、終盤ではキュアグレースとキュアスターが客演、ライブパートでは『ヒーリングっど♥プリキュア』『スター☆トゥインクルプリキュア』の全プリキュアも登場する。
また、後述の感謝祭ではテレビシリーズの内容を補完するオリジナルストーリーでのキャラクターショーが演じられており、主題歌歌手のMachicoと吉武千颯も客演、敵側はチョンギーレとヌメリー、本公演オリジナルのヤラネーダ、映像のみでエルダが登場、さらにプレミアム公演では出演声優によるキャラクターソングのライブパートも組み込まれる構成となった。

## イベント
トロピカル〜ジュ！プリキュアおうちでおひろめショー
第1話放送の前日に当たる2021年2月27日に、プリキュア公式YouTubeチャンネルにてオンライン開催。当日は第1話の一部先行配信やプリキュアたちが視聴者の名前を読み上げるとともにメッセージを届けるコーナー、主題歌歌手のMachicoと吉武千颯によるミニライブなどで構成された。
トロピカル〜ジュ！プリキュア トキメク思い出メイクツアー！
シリーズ夏季恒例のイベントとして、2021年8月6日から29日まで東京都豊島区の池袋サンシャインシティで開催したイベント。2020年はコロナ禍の影響で開催されなかったため2年ぶりの開催となる。キャラクターイラストや等身大フィギュアを始めとする各種展示、遊戯アトラクションスペース、スタンプラリー、キャラクターステージなどで構成。
2021年5月からは大阪市住之江区の大阪南港・アジア太平洋トレードセンターでも開催予定だったが、緊急事態宣言発出を受けて開催が延期となり、その後6月26日から8月1日に期間を変更して開催された。2021年11月から2022年2月までは愛知県蒲郡市のラグーナテンボスでも開催された。
トロピカル～ジュ！プリキュア プールランド in ハワイアンズ
福島県いわき市のスパリゾートハワイアンズで2021年7月22日から8月24日に開催のイベント。8月7日には当地オリジナルのキャラクターショーと主題歌歌手の吉武千颯によるミニライブが開催された。
トロピカル〜ジュ!プリキュアLIVE2021 Viva!トロピカSUMMER!LIVE
2021年9月25日に横浜・みなとみらいのパシフィコ横浜国立大ホールで開催された、主題歌歌手と出演声優によるキャラクターソングライブ。昼夜2公演の他、オンラインでも生配信された。詳細は同該項目を参照。
Dance Dance Dance @ YOKOHAMA 2021「横浜ダンスパラダイス」『トロピカル～ジュ！プリキュア』スペシャルステージ
2021年10月2日に前述の『トロプリライブ』と同じく横浜・みなとみらいのクイーンズスクエア横浜クイーンズサークルで開催されたイベント。当日は主題歌歌手3人とサマー役のファイルーズあいが出演し、午前と午後の2回に分けて開催され、各々40分間のステージとなった。
トロピカル～ジュ！プリキュア　お台場フェスティバル
2021年10月1日から2022年1月31日まで東京・台場のデックス東京ビーチアイランドモール5階のJOYPOLIS特別イベントスペースで開催されていたイベント。キャラクタープロフィール・メイクコーナーを始めとする各種展示、フォトスポット、プリキュア衣装での撮影、ワークショップ、スタンプラリー、キャラクターによるダンスレッスン・グリーディングなどで構成。入場者プレゼントとして、アトラクションエリアへの入場者全員に、秋冬ファッションの私服姿のまなつ達またはプリキュア5人のポストカード2種類の中からランダムで貰える。また会場には、プリキュアの公式オフィシャルショップ「プリキュア プリティストア」の期間限定ショップとして「プリキュア プリティストアmini お台場出張店」も出店していた他、東京ジョイポリスのエントランス横にあるディッピンドッツアイスクリームでは本イベントとコラボレーションしたアイスクリーム『トロピカアイス』が11月1日から期間限定で販売された。
トロピカル〜ジュ！プリキュアとデックス東京ビーチで遊ぼう！
11月19日から2022年1月31日まで、前述の『お台場フェスティバル』と同じく東京・台場のデックス東京ビーチ館内並びに同施設内の『台場一丁目商店街』と『お台場たこ焼きミュージアム』で同時開催されていたイベント。ネオンサインの装飾や高さ4.2mのビッグツリー展示、玩具や同施設のお買い物券が当たる『トロプリジャイアントガチャチャレンジ』、ノベルティプレゼント、本作品の関連グッズが当たる抽選会などで構成された。
D4DJ Groovy Mix
ブシロード（ブシモ）のスマートフォン音楽ゲームアプリ『D4DJ Groovy Mix』にて2022年1月26日から2月11日まで本作品とのコラボレーションイベントが開催され、コラボイベント第1弾として同作品に登場するユニット『Merm4id』のメンバー4人と海原ミチルとプリキュア5人がコラボしたカードイラストが書き下ろしで登場していた。
トロピカル〜ジュ！プリキュア感謝祭
2022年2月19日・20日に東京都八王子市のJ:COMホール八王子（八王子市民会館）にて開催された感謝祭イベント。出演声優・主題歌歌手によるライブステージ、本イベントオリジナルストーリーのキャラクターショー、ファミリー向けの昼公演では参加型キャラクタートークショー、アニメファン向けの夜のプレミアム公演では出演声優陣によるトークショーや第46話の後日談となる朗読劇などで構成。
会場にはシリーズ次作『デリシャスパーティ♡プリキュア』に登場するプリキュア3人（キュアプレシャス、キュアスパイシー、キュアヤムヤム）もゲストで登場し、Machicoと吉武がそれぞれ次作の主題歌を披露したほか、開催2日目（2月20日）の昼夜に限り『PIA LIVE STREAM』による生配信も実施された。

## 関連商品
音楽CD・映像ソフトの発売元はいずれもマーベラス。

### 音楽CD
いずれも販売元はソニー・ミュージックソリューションズ。本作品ではテレビシリーズのCD全商品購入（2形態ある場合は両方とも購入）特典として、封入応募券を全て集めて申し込むと、全CDが収納できる「ドレッサースリーブケース（くるみ三方背仕様）」 がプレゼントされる。
以下のテレビシリーズのCD全商品の初回限定封入特典において前作まではジャケットイラスト・ステッカーであったが、本作品以降の音楽CDには通常盤、CD+DVD盤共にキャンバスブロマイド（スーパーアート6色印刷）が封入されている。以下特記のない商品の封入特典はすべてブロマイドのみとなっている。
シングル
1. 「Viva! Spark!トロピカル〜ジュ！プリキュア/トロピカ I・N・G」（2021年4月7日発売）
  - CD+DVD盤：MJSS-09288 - 9
  - 通常盤：MJSS-09290
  - 前期のオープニングテーマとエンディングテーマを収録。CD+DVD盤のDVDには前期のオープニングおよびエンディングのノンテロップムービーが収録されている。

2. 「Viva! Spark!トロピカル〜ジュ！プリキュア with トロピカる部/なかよしのうた/あこがれ Go My Way!!」（2021年8月11日発売）
  - CD+DVD盤：MJSS-09295 - 6
  - 通常盤：MJSS-09297
  - 後期のオープニングテーマとエンディングテーマ及びローラによる挿入歌を収録。CD+DVD盤のDVDには後期のオープニングおよびエンディングのノンテロップムービーが収録されている。初回限定封入特典はブロマイドに加えライブイベント先行抽選応募券の2点。

サウンドトラック
1. 『トロピカル〜ジュ！プリキュア オリジナル・サウンドトラック1 プリキュア・トロピカル・サウンド!!』（2021年6月9日発売、MJSA-01314）
  - BGMと主題歌のテレビサイズ・バージョンなど全38曲を収録したサントラ盤。

2. 『トロピカル〜ジュ！プリキュア オリジナル・サウンドトラック2 プリキュア・サウンド・ビクトリー!!』（2021年12月22日発売、MJSA-01321）
  - BGMと主題歌のテレビサイズ・バージョンなど全35曲を収録したサントラ盤。

ボーカルアルバム
1. 『トロピカル〜ジュ！プリキュア ボーカルアルバム 〜トロピカる！MUSIC BOX〜』（2021年7月21日発売、MJSA-01315）
  - プリキュア役およびローラ役の声優によるキャラクターソングと主題歌歌手によるイメージソングなど全11曲を収録したボーカルアルバム。初回封入特典はブロマイドに加えライブイベント先行抽選応募券の2点。

2. 『トロピカル〜ジュ！プリキュア ボーカルベスト〜えがおのままで〜』（2022年2月2日発売、MJSA-01322）
  - これまでに発表された主題歌・挿入歌・キャラクターソング・イメージソングとMachicoによる新曲など15曲に加え、上記楽曲をメドレー形式でアレンジされたアンコールメドレーを収録したベスト・アルバム。初回封入特典はブロマイドのほか永久特典として「トロピカル〜ジュ！プリキュア TVシリーズ 全CD商品購入特典 応募券」も別途付与される。

### DVD / Blu-ray Disc
いずれも販売元は前作までのポニーキャニオンに代わり、本作品よりハピネット・メディアマーケティングに委託している。
DVD（各巻3話収録）は2021年7月28日より、Blu-ray Disc（各巻2枚組・第1〜3巻は各12話、第4巻は10話収録）は9月22日よりそれぞれ発売されている。
| 巻数 | 収録話数    | ジャケットイラスト                                                           | 映像特典                                                                                                  | 発売日         |
| ---- | ----------- | ---------------------------------------------------------------------------- | --- | -------------- |
| 1    | 1話 - 3話   | キュアサマー キュアコーラル キュアパパイア キュアフラミンゴ ローラ・くるるん | 『トロピカル〜ジュ！プリキュア』大大大紹介!! 前期エンディングダンスレッスンムービー 前期ノンテロップOP&ED | 2021年7月28日  |
| 2    | 4話 - 6話   | キュアサマー ローラ                                                          | ノンテロップOP&ED                                                                                         | 2021年7月28日  |
| 3    | 7話 - 9話   | キュアコーラル キュアパパイア キュアフラミンゴ                               | ノンテロップOP&ED                                                                                         | 2021年8月25日  |
| 4    | 10話 - 12話 | キュアサマー キュアコーラル キュアパパイア キュアフラミンゴ ローラ           | ノンテロップOP&ED                                                                                         | 2021年9月22日  |
| 5    | 13話 - 15話 | まなつ・さんご みのり・あすか ローラ・くるるん                               | ノンテロップOP&ED                                                                                         | 2021年10月27日 |
| 6    | 16話 - 18話 | キュアラメール                                                               | ノンテロップOP&ED                                                                                         | 2021年11月24日 |
| 7    | 19話 - 21話 | まなつ                                                                       | ノンテロップOP&ED                                                                                         | 2021年12月22日 |
| 8    | 22話 - 24話 | ローラ （人間体）                                                            | ノンテロップOP&ED                                                                                         | 2022年1月26日  |
| 9    | 25話 - 27話 | さんご                                                                       | ノンテロップOP&ED                                                                                         | 2022年2月23日  |
| 10   | 28話 - 30話 | みのり                                                                       | ノンテロップOP&ED                                                                                         | 2022年2月23日  |
| 11   | 31話 - 33話 | あすか                                                                       | ノンテロップOP&ED                                                                                         | 2022年3月23日  |
| 12   | 34話 - 36話 | キュアサマー キュアラメール                                                  | ノンテロップOP&ED                                                                                         | 2022年3月23日  |
| 13   | 37話 - 39話 | キュアコーラル キュアパパイア キュアフラミンゴ                               | ノンテロップOP&ED                                                                                         | 2022年4月27日  |
| 14   | 40話 - 42話 | まなつ・さんご みのり・あすか ローラ（人間体）・くるるん                     | ノンテロップOP&ED                                                                                         | 2022年4月27日  |
| 15   | 43話 - 46話 | キュアサマー キュアコーラル キュアパパイア キュアフラミンゴ キュアラメール   | ノンテロップOP&ED                                                                                         | 2022年5月25日  |

| 巻数 | 収録話数    | ジャケットイラスト | 映像特典 | 発売日        |
| ---- | ----------- | --- | --- | ------------- |
| 1    | 1話 - 12話  | 【パッケージ表】 キュアサマー ローラ 【パッケージ裏】 くるるん | 変身＆技シーン集 資料ギャラリー 前期ノンテロップOP&ED 『トロピカル～ジュ！プリキュア』大大大紹介!! 前期ED主題歌ダンスレッスン 番宣＆CM集                                | 2021年9月22日 |
| 2    | 13話 - 24話 | 【パッケージ表】 キュアコーラル キュアパパイア キュアフラミンゴ 【パッケージ裏】 キュアサマー キュアラメール くるるん | 変身＆技シーン集 資料ギャラリー | 2022年1月26日 |
| 3    | 25話 - 36話 | 【パッケージ表】 まなつ・さんご ローラ（人間体） 【パッケージ裏】 みのり・あすか くるるん | 変身＆技シーン集 資料ギャラリー 『プリティル～ジュデイズ！』ダンスムービー 後期ED主題歌ダンスレッスン                                                                   | 2022年3月23日 |
| 4    | 37話 - 46話 | 【パッケージ表】 キュアサマー キュアコーラル キュアパパイア キュアフラミンゴ キュアラメール （エクセレン・トロピカルスタイル） 【パッケージ裏】 くるるん 人魚の女王 白鳥百合子 桜川咲 キュアオアシス あとまわしの魔女 バトラー チョンギーレ ヌメリー エルダ | 変身＆技シーン集 資料ギャラリー 第46話メインキャストオーディオコメンタリー 第45話あとまわしの魔女たち（バトラー、チョンギーレ、ヌメリー、エルダ）オーディオコメンタリー | 2022年5月25日 |

#### ライブ・ビデオ
いずれもBlu-ray Discで発売。
トロピカル〜ジュ!プリキュアLIVE2021 Viva!トロピカSUMMER!LIVE（2022年3月2日発売、マーベラス/ハピネット・メディアマーケティング）
2021年9月25日にパシフィコ横浜国立大ホールで開催された、主題歌歌手と出演声優によるキャラクターソングライブを1公演分および特典映像を収録したライブ・ビデオ。
トロピカル〜ジュ！プリキュア感謝祭（2022年7月20日発売、マーベラス/ハピネット・メディアマーケティング、Blu-rayバンドル特典版（初回生産限定）：HPXR-1748 / Blu-ray通常版：HPXR-1749 / DVD通常版：HPBR-1749）
2022年2月に開催された感謝祭イベントのうち、2月20日に開催されたプレミアム公演の一部を除くほぼ全編、さらに特典映像としてファミリー公演の参加型トークコーナー、声優コーナーと「なかよしのうた」のライブ歌唱映像、プレミアム公演の声優コーナー本編未収録回をそれぞれ収録。封入特典としてSTAGE PHOTOBOOK、さらにBlu-rayバンドル特典版には「めっちゃトロピカってる！アートワイヤレススピーカー」を付属したセットとなっている。

### 関連書籍
『アニメージュ』2022年1月号増刊 『トロピカル〜ジュ！プリキュア』特別増刊号（徳間書店、2021年11月22日発売）
映画公開に合わせて発行されるアニメージュの増刊号で、これまで同誌に掲載された記事の再録や最新情報、スタッフインタビューや声優の座談会・インタビューなど、テレビシリーズと映画の情報を掲載。
『トロピカル〜ジュ！プリキュア オフィシャルコンプリートブック』（アニメディア編集部・編、イード・発行、学研プラス・発売、2022年6月21日発売）ISBN 978-4-05-611663-2
主要キャラクターの紹介や設定資料、全ストーリーの解説、声優・スタッフなどのインタビュー、劇場版情報などで構成。
中谷友紀子 東映アニメーションプリキュアワークス2（一迅社、2022年9月16日発売） ISBN 978-4-75-801783-1
本作品を中心とした中谷によるイラストギャラリーの書籍。各種アニメ雑誌やDVDジャケットなどに使われた版権イラスト、キャラクター設定、原画等を収録。また前作『中谷友紀子 東映アニメーションプリキュアワークス』に未収録の『Go!プリンセスプリキュア』の版権イラストも一部収録。
『トロピカル〜ジュ！プリキュア設定資料集』（東映アニメーション、2022年11月発売）
本作品の設定資料集。A4横版全400ページ、巻末には美術設定のカラーページを掲載、金箔押し入り透明スリーブケース付属。

### コスメ商品・食品・その他
玩具・トロピカルメロンパン

Pretty Holic

バンダイが本作品に登場する同名のコスメショップをイメージした子供用コスメのブランド、Pretty Holic（プリティホリック）の新規展開を本作品放送開始に合わせて開始、リップクリームや「パフュームシャイニーブレス」をベースとした手首に装着出来るコスメケースのアクセサリー、「ハートアイズミラー」などそれぞれ作中に登場するアイテムが発売された。